# Lady Gaga
史蒂芬妮·乔安妮·安吉丽娜·杰尔马诺塔（1986年3月28日—），美國女歌手、詞曲作家及演員，艺名。2023-2025年間擔任美國總統藝術與人文委員會聯席主席。嘎嘎以多样的視覺形象和音乐作品而闻名，她的演艺生涯始于青少年时期在酒吧驻唱演出以及出演学校的舞台剧。在辍学从事音乐事业之前，她在纽约大学帝势艺术学院的21号合作艺术项目學習。在与Def Jam唱片公司解约之后，嘎嘎开始作为词曲作家为索尼/聯合電視音樂出版工作。2007年，在阿肯的帮助下，她與阿肯的唱片公司KonLive Distribution以及新视镜唱片签署了一份联合合约。第二年，她凭借电子风格的首张专辑《超人气》以及热门单曲〈舞力全开〉和〈无动于衷〉崭露头角；这张专辑后来被重新发行，并收录了迷你专辑《超人气女魔头》（2009年），单曲〈罗曼死〉〈电话〉〈亚力翰卓〉同样大获成功。
嘎嘎随后的五张录音室专辑都在《公告牌》二百强专辑榜上空降冠军。她的第二张录音室专辑《天生完美》（2011年）探索了电子摇滚和合成器流行的风格，并在首周内售出了100万张，专辑同名歌曲在不到一周的时间内下载量超过100万，成為了iTunes Store上销售最快的歌曲。继发行了电子舞曲风格的第三张专辑《流行藝術》（2013年）及其主打歌〈掌声〉之后，嘎嘎与托尼·班奈特合作发行了爵士乐专辑《脸贴脸》（2014年），以及软摇滚专辑《喬安》（2016年）。除了音乐事业之外，嘎嘎还涉足演艺界，她在迷你剧《美国恐怖故事：旅馆》（2015年–2016年）中出演主要角色，并以此获得了金球奖最佳女主角，以及广受好评的歌舞电影《一個巨星的誕生》（2018年）。后者的原声带收录了获奖众多的畅销单曲〈浅滩〉，使她成为第一位在一年内获得奥斯卡奖、英国电影学院奖、金球奖和格莱美奖的女艺人。之后嘎嘎在她的第六张录音室专辑《神彩》（2020年）中回归流行舞曲风格，专辑产生了冠军单曲〈讓雨降臨〉。2021年，她与班奈特发行了第二张合作专辑《爵愛經典》，并在传记片《古驰家族》中担任主角。此後，Gaga為電影《捍衛戰士：獨行俠》（2022年）演唱主題曲〈牽我的手〉，並於法國巴黎2024年夏季奧林匹克運動會開幕式獻唱。她在電影《小丑：雙重瘋狂》中飾演哈莉·奎茵，並發行搭配的原聲專輯《哈莉奎茵》。2025年，她與Bruno Mars合作推出的抒情單曲〈Die With A Smile〉不僅廣受好評，也成為她生涯中最具商業成就的作品之一；同年發行的第七張錄音室專輯《Mayhem》亦被視為其最受讚譽的專輯，融合電子搖滾與流行風格，並催生出熱門單曲〈Abracadabra〉。
嘎嘎是世界上最畅销的音乐艺人之一，也是唯一一位拥有四首销量达到千万单曲的女歌手，她的唱片销量预估超过1.7亿张。她的成就包括15项格莱美奖、18项MTV音乐录影带大奖、16项吉尼斯世界纪录，以及作曲家名人堂和美国时装设计师协会的奖项协会颁发的奖项，此外，她曾被《公告牌》授予年度艺人（2010年）和年度女性（2015年）。她还被列入《福布斯》的几个名人权势榜中，并在VH1的榜单“音乐界中最伟大的女性”（2012年）中排名第四。《时代》于2010年和2019年将她评为百大人物之一，并将她列入百大时尚偶像榜单。她的慈善事业和活动重点是心理健康意识和LGBT权利；2012年，她成立了非营利组织天生完美基金会，该基金会致力于促进青年赋权、改善心理健康、阻止欺凌行为。在商业方面，嘎嘎于2019年推出了有机化妆品牌Haus Labs。

## 生活与事业

### 1986年–2005年：早期生活

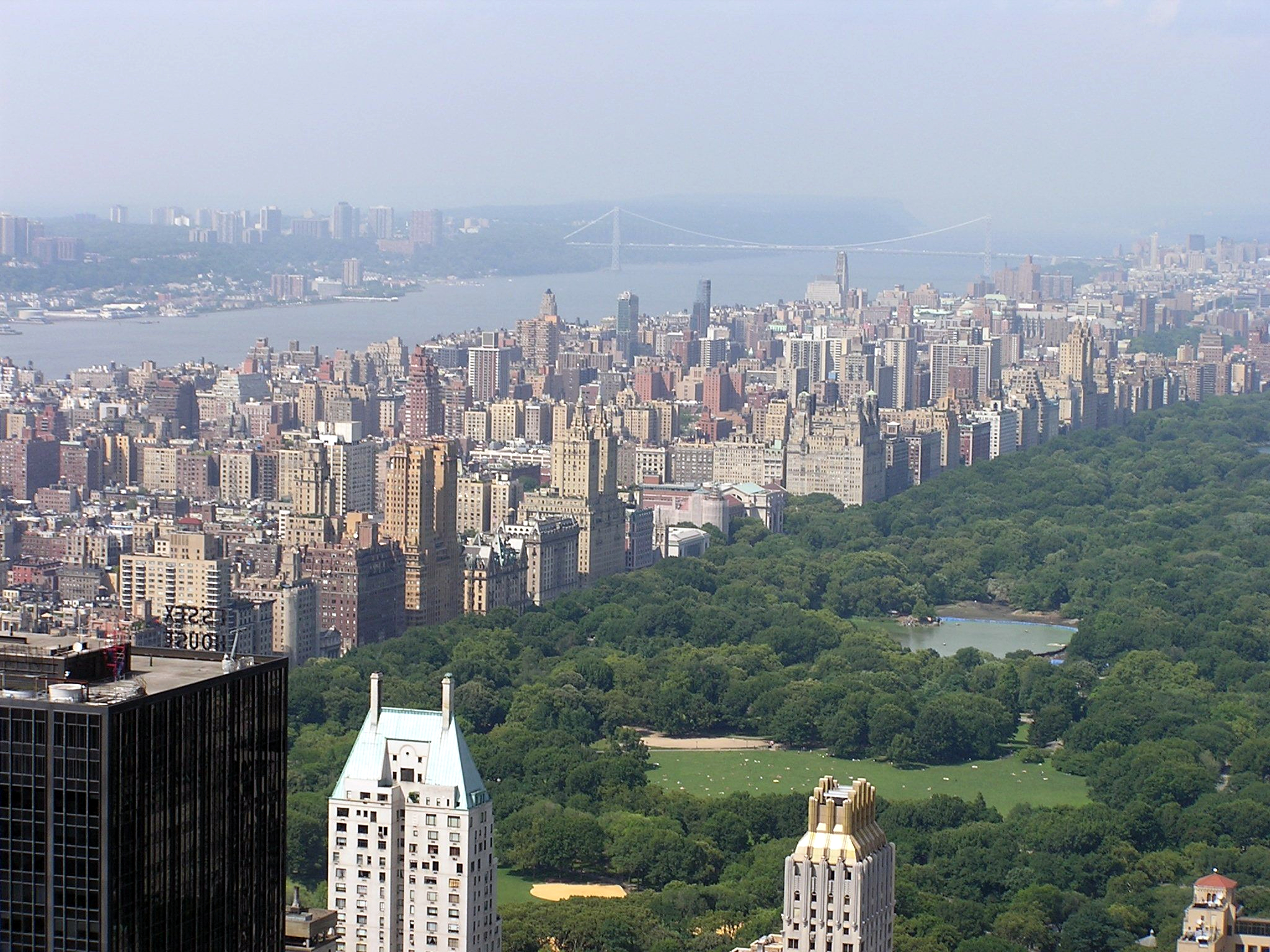
紐約市曼哈頓的上西城，是卡卡成長的地方，也成為她許多歌曲的創作靈感

史蒂芬妮·乔安妮·安吉丽娜·杰尔马诺塔于1986年3月28日出生于纽约曼哈顿的伦诺克斯山医院，她的家庭是一个拥有意大利、法国裔加拿大血统的天主教家庭。她的母亲是辛西娅·路易丝（婚前姓比塞特），父亲是互联网企业家约瑟夫·杰尔马诺塔，她有一个名叫纳塔莉的妹妹。她在富裕的曼哈顿上西区长大，但她说她父母来自下层家庭，所以不得不为一切努力工作。从11岁起，她就读于私立的罗马天主教女子学校圣心修道院。嘎嘎在讲述她的在高中的学业生活时称学校“非常敬业、非常学术、非常纪律”，但也“有点不安全感”，她认为自己与同龄人相处不洽，并被嘲笑“过于挑衅或过于古怪”。
4岁时，嘎嘎开始学习钢琴，她的母亲坚持要她成为“一个有文化的年轻女士”，童年时的她一直在学习演奏乐器。这些课程教会她用耳朵创作音乐，让她学会阅读乐谱并且能专业练习，她的父母都鼓励她去追求音乐，并让她参加创意艺术营。青少年时期时，在一个几乎是男生的高中里，她曾在校园晚会上演出，她出演了话剧《红男绿女》中的主角阿德莱德和《春光满古城》的主角菲利娅。后来，她在李·斯特拉斯伯格戏剧和电影学院学习了十年的表演技巧。嘎嘎虽然在纽约的演出试镜中落选，但她在2001年的播出的电视剧《黑道家族》中《The Telltale Moozadell》一集里出演了小角色高中生。后来，她倾向于发展音乐事业，她对此谈道：
“我不确切地知道我对音乐的感知能力来自哪里，但这对我来说是最容易的。 当我3岁或者更幼小的时候，我的妈妈总是告诉我这个非常尴尬的故事让我坚持弹奏钢琴，因为我太幼小而且不够高，所以一直无法掌控每一个地方，就比如钢琴的音最低的那端......我真的非常擅长钢琴，所以我的第一兴趣是努力练习钢琴，我可能不是天生的舞者，但我是天生的音乐家。 这就是我认为我最擅长的事情
。”
2003年，17岁的嘎嘎获得了纽约大学帝势艺术学院下属的音乐学院Collaborative Arts Project 21的预录取资格。在纽约大学期间，她学习音乐并且通过撰写关于艺术、宗教、社会问题和政治的文章以提升写作能力，而其中一篇是关于流行艺术家斯潘塞·图尼克和达米恩·赫斯特的论文。2005年，在她大二的第二学期，她决定辍学并专注于自己的音乐事业。同年，她在音乐电视网的搞笑真人秀节目《沸点》中扮演了一个毫无戒心的用餐顾客。
2014年，嘎嘎称她在19岁时被性侵，为此她接受了精神和物理治疗。她因此得到创伤后压力综合征，但同時獲得医生、家人和朋友的支持與幫助。
2005年，卡卡與嘻哈歌手梅勒·梅爾為附贈於奎迪克·凱西的兒童小說《公園入口》的有聲書錄製了兩首歌。她同時也與紐約大學的朋友組成了樂團SG Band 樂團於紐約各地演出，成為了下東區俱樂部的固定班底。

### 2006年–2007年：事业起步

卡卡於《舞力全開》(Just Dance) 發行期間在美國亞特蘭大的The Bazaar 餐廳表演，也奠定了接下來專輯宣傳期的經典造型

在2006年6月於音樂表演場地The Cutting Room舉辦的詞曲作者名人堂展示出新的作詞人名單時，卡卡被人才偵察員溫蒂·斯塔蘭引薦給製作人羅布·富薩里。富薩里與在紐澤西一日遊的卡卡合作，幫助她發展她的音樂並編製新的素材。 製作人聲稱與卡卡於2006年5月開始約會，並自稱是第一名稱呼她從皇后樂團的歌曲《Radio Ga Ga》派生出的名稱「女神卡卡」的人。而這段感情最後結束於2007年1月。

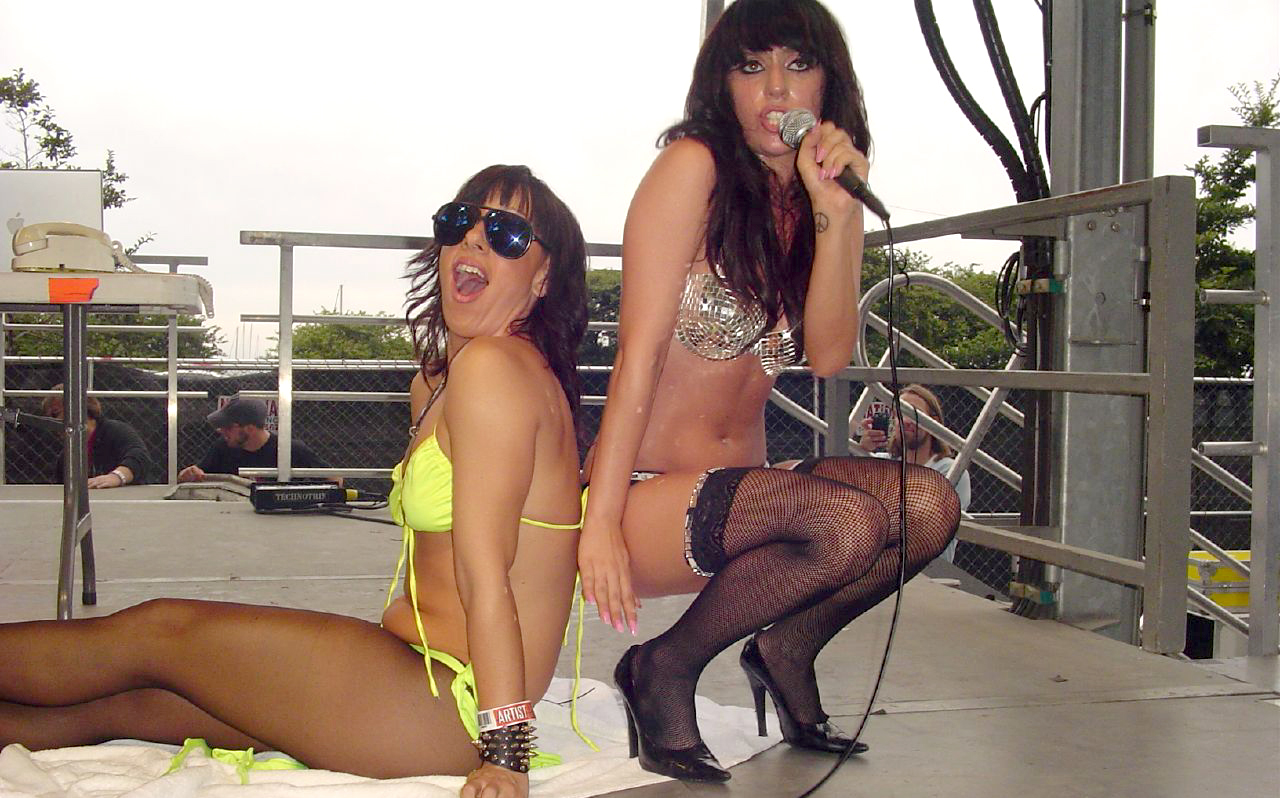
卡卡于2007 年的 Lollapalooza 音樂節與搭檔星光夫人演出

富薩里和卡卡成立了一間有限責任公司Team Lovechild以便促進她的音樂事業。他們錄製電音流行歌曲，並將其寄送至音樂產業高層管理部門。約書亞·薩魯賓，Def Jam唱片公司的A&R管理者對兩人的作品給予正面評價，在薩魯賓的老闆安東尼奧·瑞德表示同意時，卡卡於2006年9月在Def Jam面試演唱，然而被簽下後卡卡卻從未和瑞德見面:「我常常在他的辦公室外等好幾個小時，希望他和我談談我的音樂理念等等，但他從來沒有這麼做，甚至連出來見我一面都沒有過。」 在被公司放任不管3個月後，她回鄉與家人共度聖誕節。在她直率的個性下，她開始於新藝術秀上表演。在此同時，她遇見了後期為她塑造舞台形象的行為藝術家星光夫人。這對組合開始在城裡的酒吧如Mercury Lounge、The Bitter End和Rockwood Music Hall演出，她們使用藝名於現場表演，並以「女神卡卡與星光表演劇」著稱。號稱「終極流行藝術搖滾秀」的她們行為一向帶有低調的向1970年代致敬的味道。2007年，他們於Lollapalooza音樂節表演。
最初，專注於前衛音樂及電子舞曲。後期卡卡開始將流行音樂的旋律和華麗搖滾如大衛‧鮑伊和皇后樂團的音樂風格混合起來。在卡卡與星光持續演出時，富薩里持續與她製作音樂，並寄給唱片主管樊尚·赫爾伯特。2007年11月，赫爾伯特簽下了卡卡到她的品牌Streamline唱片，同時也是新視鏡唱片的商業名稱，且合約當月生效。卡卡在後期感謝赫爾伯特發掘她。在著名音樂出版社擔任實習作詞人的期間，卡卡與索尼/聯合電視音樂尖下音樂出版合約。結果，她受雇為布蘭妮·斯皮爾斯、街頭頑童、菲姬，以及小野貓等知名歌手 (團體)作曲。在新視鏡，音樂人阿肯因卡卡在錄音室中以scratch vocal唱著他的歌而對卡卡感到印象深刻。阿肯說服新視鏡格芬A&M的董事兼執行長吉米·洛維恩，達成讓卡卡簽入自己的品牌Kon Live的聯合協議，讓卡卡成為阿肯的「特權球員」。
2007年晚期，卡卡遇見作曲兼製作人RedOne。她與他在錄音室花一個禮拜的時間製作她的首張專輯，期間卡卡與櫻桃樹唱片簽下製作兼作曲人馬汀·奇阿斯邦的新視鏡合約書；; 她與馬汀合製了4首歌。儘管簽下了唱片合約，卡卡表示仍有些電台認為她的音樂對主流市場來說太「活潑」，「舞曲」及「地下風」。 她聲明：「我的名字是女神卡卡，我已經在樂界打拼多年，而我要告訴你，這就是音樂的未來。」

### 2008年–2010年：以《超人气》和《超人气女魔头》取得事业突破
2008年，卡卡搬遷至洛杉磯與唱片公司合作去製作她的首張專輯《超人氣》（原文: The Fame）並參照安迪沃荷的團隊工廠設立了專屬於她的藝術團隊卡卡之屋。《超人氣》於同年8月19日發行，專輯於奧地利、加拿大、德國、愛爾蘭、瑞士，以及英國排行第一，並在澳洲及美國排行前五。專輯的前兩張單曲，《舞力全開》(Just Dance) 和《撲克臉》(Poker Face)  在美國、澳洲、加拿大，以及英國排行第一。其中後者更是以9.8百萬的銷量成為2009年世界上銷量最高的單曲，並在《告示牌》數位下載榜上蟬聯冠軍83周。其它三首單曲，《嗯，嗯（無話可說）》(Eh, Eh (Nothing Else I Can Say)) 、《愛情遊戲》(Love Game)，和《愛情狗仔》(Paparazzi) 皆在專輯發行後發行；其中《愛情狗仔》於德國排行第一。2009年8月，除了《嗯，嗯（無話可說）》，其它單曲的再編曲版皆收錄於迷你專輯《Hitmixes》。在第52屆葛萊美獎中，《超人氣》與《撲克臉》分別贏得了最佳電音/舞曲專輯以及最佳舞曲錄製。.

2010年，卡卡於魔神巡迴演唱會中的表演演唱，巡演總收入為2.27億美元，成為了在首次登台的藝術家之中，收入最高的演唱會之一。

自卡卡2009年於小野貓範圍遍及歐洲和大洋洲的巡演我最大巡迴演出中擔任開場嘉賓後，卡卡於同年3月開始了由她主持的超人氣巡迴演唱會並結束至9月。 在巡迴世界的同時，她為了專輯的再版《超人氣魔神》（原文: The Fame Monster）錄製了8首歌。這些歌曲最後以獨立迷你專輯的形式於11月19日發行。專輯首單，《羅曼死》(Bad Romance) 於專輯發行前一個月釋出並於加拿大及英國排行第1，於美國、澳洲、和紐西蘭排行第2。與女歌手碧昂絲合作的歌曲《電話》(Telephone) 作為迷你專輯的第二張單曲成為了卡卡在英國的第四張冠軍單曲。第三張單曲《亞歷山卓》(Alejandro) 於芬蘭排行第一且歌曲的音樂影片吸引了全美天主教聯盟的注意並批評影片內容是在褻瀆上帝。上述兩張單曲皆於美國排行第5。2012年4月，《羅曼死》的音樂影片成為了Youtube觀看次數最多的影片，而同年十月，卡卡成為了第一名擁有影片合計達十億觀看次數的人。在2010年MTV音樂錄影帶大獎時，卡卡在13項提名中獲獎8項，其中包含了《羅曼死》的年度最佳音樂錄影帶。她成為了當屆獲得最多提名的女歌手，同時也是首位在年度最佳音樂錄影帶中獲兩次提名的女性《超人氣魔神》贏得了葛萊美獎最佳流行演唱專輯，而《羅曼死》則贏得了最佳流行女歌手以及最佳短篇音樂錄影帶。
2009年，卡卡在英國單曲排行榜上停留150周成為了年度美國作品最多下載次數的女歌手，且同時以1.11億的下載次數登上《金氏世界紀錄》。《超人氣》與《超人氣魔神》總和於全球的銷售量超過了1.5億。這樣的成功促使公司同意卡卡開始她的第二場巡演魔神巡迴演唱會，並發行了她最後一張與櫻桃樹唱片錄製的，她有史以來最暢銷的混音專輯《The remix》。魔神巡迴演唱會從2009年11月巡演至2011年5月並賺了2.274億美元，成為了首次登台的藝術家收入最高的演唱會。其中巡演場次之一，位於紐約市的麥迪遜廣場花園演唱會由HBO轉播為電視特別節目《女神卡卡魔神巡迴演唱會 : 麥迪遜廣場花園》。卡卡同時也於2009年皇家大匯演、第52界葛萊美，以及2010年全英音樂獎中表演專輯的歌曲。甚至在麥克·傑克森逝世前，卡卡原定將於英國倫敦O2體育館的This Is It謝幕演唱會表演中登台客串。
在《超人氣魔神》之前，卡卡冒險進入商業界，與消費性電子產品公司魔聲合作，出了一款鑲有寶石的入耳式耳機「女神卡卡的心跳」。卡卡同時於2010年1月在寶麗萊擔任創意總監，並發行了一組攝影產品「灰色標籤」。她與他過去的音樂製作人兼前男友的羅布·富薩里合作導致她的產品團隊，美人魚音樂有限責任公司遭起訴。 與此同時卡卡被檢測出狼瘡臨界陽性，但本人聲稱並沒有受到病症影響，且希望能為能持續維持健康的生活方式。

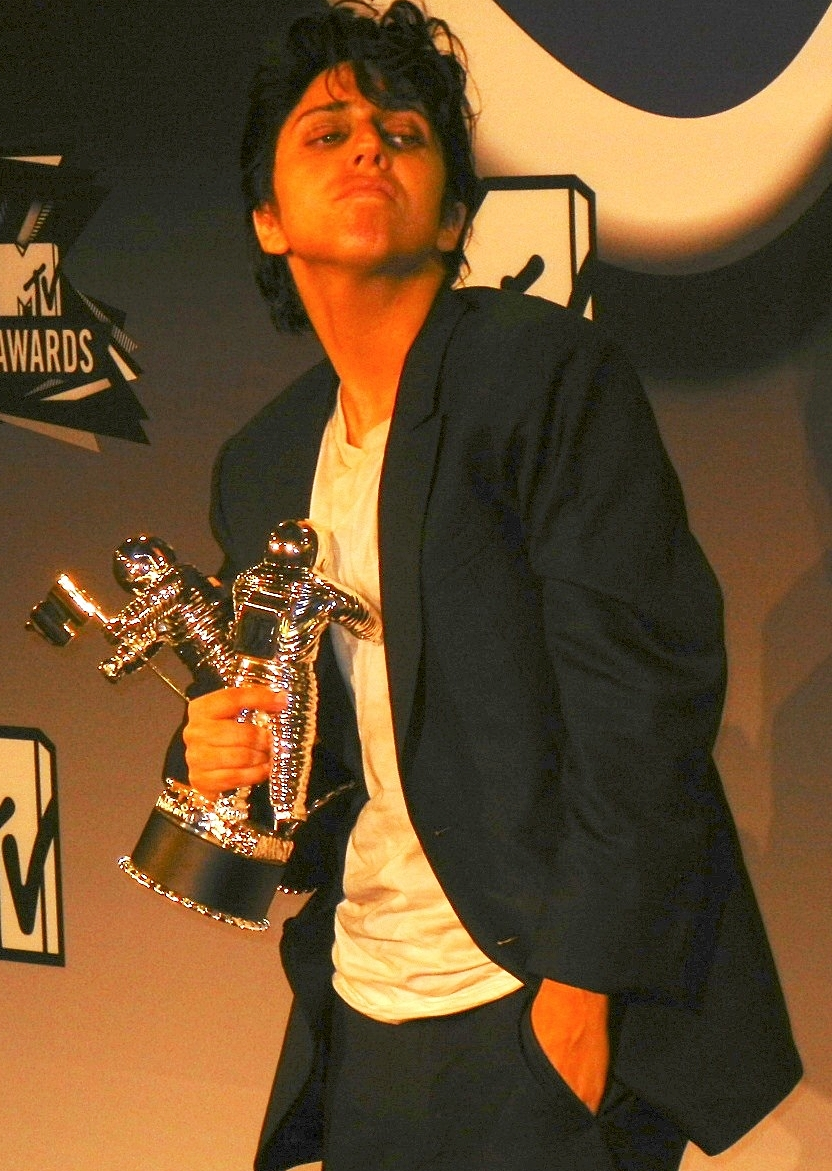
Gaga的男性形象Jo Calderone於2011年MTV音樂錄影帶大獎上領獎

### 2011年–2014年：《天生完美》、《流行艺术》及《脸贴脸》
2011年2月，卡卡發行專輯《天生完美》（原文: Born This Way）的同名單曲，單曲在發行五天內銷量超過百萬，並在《金氏世界紀錄》獲稱為「iTunes銷量速度最快的單曲」。單曲於《告示牌百大單曲榜》中排行第一，並成為了該榜史上第一千首冠軍單曲。兩個月後，專輯第二首單曲《猶大》(Judas) 發行，而《幸福邊界》(The Edge of Glory) 則做為第三首單曲於後發行。兩首單曲皆於英美兩國榜單排行前十。其中《幸福邊界》的音樂影片與先前的影片風格不同，少了複雜的編舞及背景舞者，她在逃生梯上跳舞，並在空蕩的街上遊走。
同年5月23日，專輯正式發行，並於《告示牌兩百大專輯榜》上藉著第一周1.1百萬份的銷量空降冠軍。專輯於全球共銷售了8百萬張並獲得了葛萊美的三項提名，其中包含卡卡連續第三次提名的「年度專輯」。專輯釋出後，《你和我》(Yoü and I) 與《夜的嫁衣》(Marry The Night) 作為單曲接連發行，並於美國分別排行第6及第29名。七月，在拍攝《你和我》的音樂影片時，卡卡開始與男演員泰勒·金尼交往。隔年四月，她開始投入原定於明年三月結束的新巡演天生完美狂歡舞會的彩排工作中，但該巡演因卡卡右臀髖臼關節唇撕裂急需治療而提早一個月結束。即便退還的票價總估計約2.5千萬美元，該巡演仍賺得了約1.839億美元。
2011年，卡卡與東尼·班奈特合作獻唱爵士版的《小姐是個蠻人》(The Lady Is a Tramp) 、與艾爾頓·強為動畫電影《糯米歐與茱麗葉》合唱歌曲《你好你好》(Hello Hello) 、與寂寞孤島樂團以及賈斯汀·提姆布萊克合作演唱《三人行 (黃金法則)》(3-Way (The Golden Rule)) 。為了宣傳《天生完美》，她同時於澳洲的悉尼市政廳為美國前任總統比爾·柯林頓65歲生日慶生。同年11月，卡卡規劃了感恩節特別節目《一個非常卡卡的感恩節》，節目吸引了美國5.7百萬的觀看數並隨後發行了迷你專輯《A Very Gaga Holiday》。隔年，卡卡作為客串腳色加入了辛普森家庭的其中一集《Lisa Goes Gaga》，卡卡也曾出現於紀錄片《東尼本色》以及《凱蒂·佩芮：做自己》的片段中，2012年，卡卡發行了她的首款香水，「Lady Gaga Fame」，並隨後發行第二款，「卡卡之水」。
7月3日，卡卡受台中市政府邀請首度來台宣傳新專輯，台中市長胡志強也當面向卡卡頒贈融合台中意象的市鑰及水墨畫，胡志強並宣布七月三日為「卡卡日」（英文：Lady Gaga Day），卡卡感動的表示會永遠記得這一天。
在2012年早期巡演未結束期間，卡卡便著手製作第三張專輯《流行藝術》（原文: ARTPOP），以倒映出「俱樂部的夜晚」。隔年8月，專輯首單《掌聲》(Applause) 正式發行，該曲於分別匈牙利、美國和英國排行第1、第4和第5名。為了宣傳勞勃·羅里葛茲的電影《殺千刀重出江湖》，卡卡釋出了《流行藝術》的歌曲《光環》(Aura) 的歌詞版影片，在電影中，她飾演刺客拉·卡梅勒隆。電影的總評價為「普遍負評」，且該電影的收入不超過原預算3.3千萬美元的一半。一個月後，《流行藝術》發行了與歌手勞·凱利合作的第二首單曲《為所欲為》(Do What U Want) ，歌曲再度於匈牙利排行第1並於美國排行第13名。《流行藝術》於同年11月發行，並獲得了「褒貶不一」的總評價。《每日電訊報》的海倫·布朗恩起初批評卡卡只做了另一張以「名氣」為主題的專輯並懷疑專輯的原創性，但隨後讚美《流行藝術》有著「很好的舞動性」隔年7月，專輯憑著全球銷量2.5百萬份的成績登上《告示牌兩百大專輯榜》冠軍。《男子漢》(G.U.Y.) 做為第三首單曲於3月釋出並於美國榜單排行第76名。

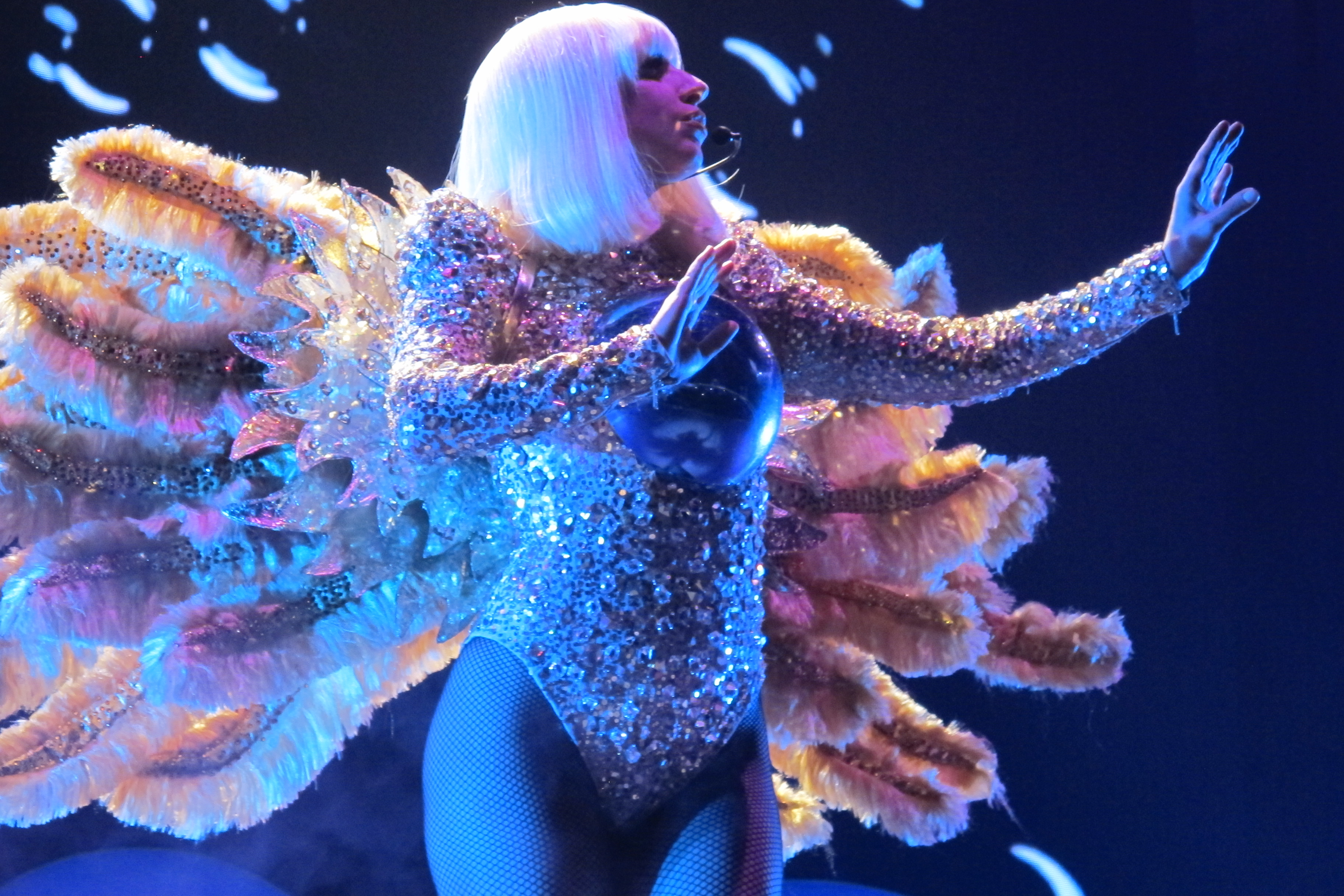
Gaga于藝術狂歡:流行藝術巡迴演唱會的聖地牙哥場次中獻唱同名歌曲《流行藝術》。

2013年11月，卡卡主持了《週六夜現場》的節目，並與勞·凱利表演《為所欲為》以及《吉普賽》(Gypsy) ，在她在ABC上主持了她的第二檔感恩節電視特別節目—《女神卡卡與布偶節日劇場》後，她在美國實境節目《美國好聲音》第五季中與克莉絲汀·阿奎萊拉表演了《為所欲為》特別版。隔年3月，卡卡為了紀念即將永久歇業的紐約玫瑰園舞廳，在該處歇業前舉辦了七天的駐點音樂會。兩個月後，卡卡開始了藝術狂歡:流行藝術巡迴演唱會的巡演，演唱會的概念源自於專輯宣傳活動之一的藝術狂歡。巡演總收入為8.3千萬美元，其中巡演的場次包含了先前天生完美狂歡派對中取消的場次。與此同時，卡卡與她同行多年的經紀人特洛伊‧卡特因創意理念不合而決裂，2014年6月時，她的新經紀人巴比·坎貝爾跳槽到娛樂公司Live Nation Entertainment的藝術管理部門—Artist Nation。這期間，她曾以配角的身分短暫出現在勞勃·羅瑞格茲的電影《萬惡城市2：紅顏奪命》，並同時確認將出席時尚品牌凡賽斯的春夏活動《Lady Gaga For Versace》。
2014年9月，卡卡發行了與東尼·班奈特合作的爵士樂專輯《爵對經典》（原文: Cheek To Cheek）。專輯靈感起於她與班奈特的友誼，以及她童年時期時爵士對她散發的魅力。在專輯發行前，就已先發行單曲《萬事皆空》(Anything Goes) 以及《無法給你一切，除了愛》(I Can't Give You Anything but Love) 。《爵對經典》獲得的總評價為「普遍好評」:《衛報》的卡蘿琳·蘇利文讚美卡卡的聲線，而《芝加哥論壇報》的豪沃德·萊克則在專欄中寫下「《爵對經典》從開頭到結尾，為聽眾提供了真實的事物。」。該專輯是卡卡連續第三張《告示牌兩百大專輯榜》的冠軍專輯，並在2015年2月8日第57屆葛萊美獎上贏得了最佳傳統流行演唱專輯。兩人也合作錄製了演唱會錄影片《東尼·班奈特與女神卡卡: 爵對經典Live!》，並開始了2014年12月至2015年8月結束的爵對經典巡迴演唱會。

### 2015年–2017年：電視劇《美國恐怖故事》、《喬安》与超級碗中場秀
2015年，女神卡卡與男演員泰勒·金尼訂婚。
自第三張專輯《流行藝術》（原文: ARTPOP）獲得「褒貶不一」的評價後，女神卡卡開始重新塑造她的形象及造型。根據音樂雜誌《告示牌》的說法，該一轉變始於爵士樂專輯《爵對經典》（原文: Cheek To Cheek）以及她於第87屆奧斯卡金像獎的表演所受到的關注，她表演中演唱了《真善美》的歌曲，並同時向茱莉·安德魯絲致敬。該場表演被《告示牌》認證為她最棒的幾場表演之一，並在全球臉書中引發了每分鐘超過214,000次的轉發。她和作詞家黛安·沃倫為紀錄片《狩獵場》合寫歌曲《直到你身歷其境》(Til It Happens to You) ，該曲於 2016年獲得第20屆衛星獎的最佳原創歌曲並同時於第88屆奧斯卡獎中受提名最佳原創歌曲。2015年，卡卡獲得了《告示牌》「年度女性獎」以及在2015年度作曲名人堂中獲得「當代偶像獎」。
卡卡曾表示她早年一直想成為一名女演員，並在自己接獲主演《美國恐怖故事：旅館》時，她相信自己實現了自己的目標。自2015年10月播放至2016年1月，《旅館》是恐怖獨立單元劇系列《美國恐怖故事》的第五季，其中，卡卡飾演著酒店的老闆伊莉莎白。在第73屆金球獎中，卡卡於當屆榮獲最佳迷你影集或電視電影女主角。同年，卡卡參與了攝影師尼克·奈特為設計師湯姆·福特設於隔年的春季活動而著手進行的攝影計畫。而隔年1月，她受邀自時尚雜誌《V (美國雜誌)》以客串編輯的身分加入雜誌出版第99集的製作，其中，他們拍攝並選用了16不同的封面。同年，她於洛杉磯時尚獎榮獲「年度編輯獎」。

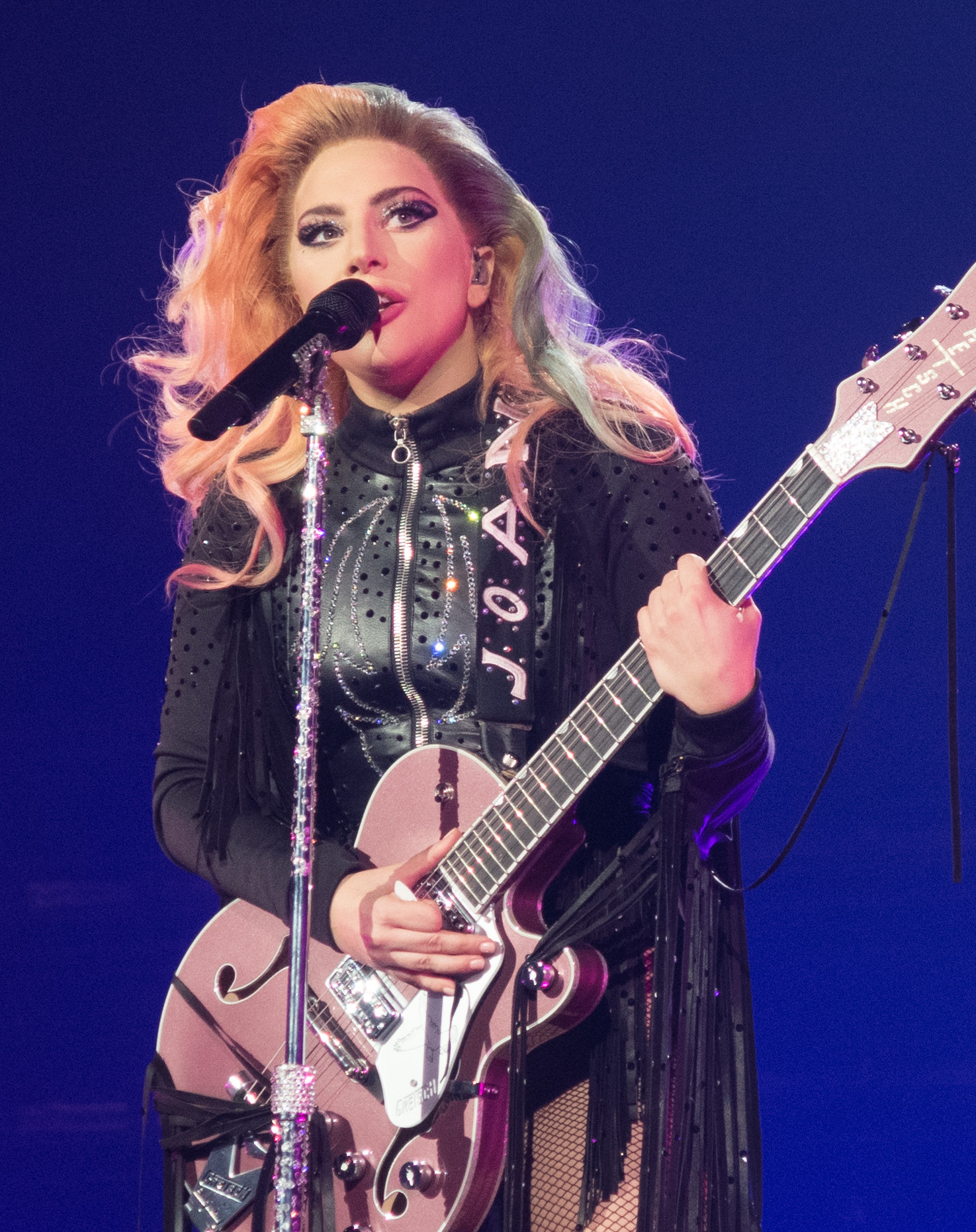
2017年，卡卡於喬安世界巡迴演唱會表演。

 2016年2月，卡卡於第五十屆超級盃獻聲演唱美國國歌，與半導體公司英特爾及歌手奈爾・羅傑斯合作，於第58屆葛萊美獎的表演中向已故歌手大衛·鮑伊致敬，並於第88屆奧斯卡金像獎在美國民主黨籍政治家喬·拜登的介紹以及50名同苦於性侵害的名眾的陪伴下演唱《直到你身歷其境》。同年四月，於葛萊美博物館舉辦的珍奧爾納特教育獎在藝術家獎項中表揚了卡卡，該獎項用於表揚對透過藝術表現出對教育的熱誠及奉獻的藝術家。到了7月，卡卡與未婚夫泰勒·金尼取消訂婚；而她本人也於事後表示她的事業已經嚴重干擾到兩人之間的關係了。
6月27日，卡卡出席位於印地安納波里斯的第84屆美國市長會議。並在其中一場座談會上與第十四世达赖喇嘛會面，兩人的對談於臉書上直播，並在於事後於Instagram發出她和達賴的合照，她引述達賴的話留言「要讓世界運轉，希望是必要的」(Hope is essential to keep the world going)。此舉引起中国粉絲反彈，他們表示「国家面前无偶像」並抵制卡卡。有媒体报道指，中華人民共和国隨後封杀了女神卡卡。雖有消息称中央宣傳部等國家機構要求中国媒體立即停播、上传卡卡的作品，並禁售與之相關產品。但卡卡2013年发行的新专辑《流行藝術》仍獲准於中國發行。据法新社等報道，中國外交部發言人洪磊于6月27日例行记者会表示，自己不認識女神卡卡，并表示「希望國際社會認清達賴的真實面目和本質」，但在中國外交部网站刊载的外交部发言记者会的报道里，並無提及此事。
卡卡再度於《美國恐怖故事》演出，並於第六季《羅阿諾克》中飾演巫女斯卡薩哈，該季影集於同年9月播至同年11月。卡卡於第五季中演出的角色在最後甚至影響了她未來的音樂風格，促使她以「音樂的黑暗性」為特色。9月時，她發行了第五張個人專輯的首單《完美幻象》(Perfect Illusion) ，該曲首周於美國榜單排行第15名。專輯名為《喬安》（原文: Joanne），靈感源自於啟發她音樂靈感的，已逝世的同名姑姑。10月21日，專輯藉著首周17萬份的成績成為了卡卡在《告示牌》中第四張冠軍專輯，也使她成為了美國2010年後第一位擁有四張冠軍專輯的女性。隔月，專輯的第二張單曲《百萬個理由》(Million Reason) 正式發行，於美國榜單排行第4。《喬安》和《百萬個理由》分別於葛萊美獎中提名為最佳流行演唱專輯以及最佳流行歌手。為了宣傳專輯，卡卡開始了僅有3個場次的Dive Bar巡迴演唱會。
隔年2月5日，卡卡主持並於第五十一屆超級盃中場秀演出。她的表演配上了數百台的設有照明裝置的無人機在休士頓NRG體育場的上空組成多中不同的形狀，這同時也是飛行無人機首次出現在超級盃的計畫節目中。這表演在美國吸引了總計1.175億的觀看次數，超過了球賽本身總計1.133億的觀看次數。該場表演讓卡卡在美國內部的歌曲下載次數激增了41萬，並同時讓她獲艾美獎提名為最佳特別節目。CBS體育整理了歷年來的超級盃表演，其中卡卡位列第2名。同年四月，卡卡主持了科切拉音樂節。她同時在表演時釋出了獨立單曲《解藥》(The Cure) ，單曲發行後於法國及澳洲榜單排行前10。四個月後，卡卡開始了在超級盃中場秀後宣布的喬安世界巡迴演唱會。11月，以卡卡製作《喬安》以及超級盃中場秀的準備過程為主題的紀錄片《女神卡卡：五呎二吋》，於Netflix首次亮相。透過電影，可以了解她已經多年因慢性疼痛—後期發現是名為纖維肌痛症的慢性病的影響而苦。這也導致卡卡取消了喬安世界巡迴演唱會的最後十場場次，該巡演總共賣出了84萬2千張票，總銷售額為9.5千萬美元。

### 2018年–2020年：電影《一個巨星的誕生》、《神彩》与拉斯维加斯駐唱

女神卡卡在《一個巨星的誕生》首次上映前出席2018年多倫多國際影展。

同年3月，卡卡發聲表示支持於首都華府進行的，由高中生發起的槍枝管制聲訴活動 March for Our Lives。並同時釋出了收錄於知名歌手艾爾頓·強的致敬專輯《Revamp》中的歌曲《Your Song》翻唱版。之後，她本人宣布正在參與由男演員布萊德利·庫柏翻拍自電影《星海浮沉錄》(1937年) 的最新版本 (2018年)。電影中，她所飾演的新人歌手艾莉在劇中與資深歌手傑克森·緬因 (布萊德利·庫柏飾演)相戀，但其戀情卻因為艾莉的事業成就高過傑克森而開始產生裂痕。庫柏看到卡卡於癌症研究募捐活動的表演後便試著與她接觸；卡卡表示當初她會同意這項計畫是因為她非常讚賞庫柏的作品以及電影劇本中對成癮和抑鬱的描寫。同年8月，該片於第75屆威尼斯影展首次亮相，並隨後將在 10月於全球同步釋出。《衛報》的彼得‧布萊德修以「驚人的可觀」形容這部片並提到「卡卡飾演平凡人至外星名人女皇的能力達到最高水準。」雜誌《時代》的史蒂芬妮‧札克雷克與前者一樣強調並讚美她「強力的演技」，並同時讚美她在片中發現到當卡卡卸下妝容、假髮和衣著時所具有的「獨特魅力」。除了奧斯卡獎最佳女主角的提名，卡卡以飾演女主角艾莉贏得了評論家選擇電影獎以及國家評論協會的獎項，並於英國電影學院獎、金球獎以及美國演員工會獎獎項提名。
卡卡和庫柏為了這部電影共同寫詞及製作《一個巨星的誕生》電影原聲帶的所有歌曲，錄製時，女神卡卡表示她堅持原聲帶的每首歌都要現場錄唱。原聲帶收錄34首曲目，其中包含19首歌曲，原聲帶獲得普遍的好評；《華盛頓郵報》的馬克·肯迪尼將原聲帶稱為「五星級的奇蹟」，而《衛報》的本·博蒙特·托馬斯將專輯稱為「充斥卡卡情感的即時經典」。卡卡也因原聲帶而獲得了英國電影和電視藝術學院最佳電影音樂獎。商業上，原聲帶首周於美國奪冠，使卡卡成為了2010年後在美國唯一擁有5張冠軍專輯的女性，並作為10年後十年內最多冠軍專輯的女性歌手打破了與泰勒絲的平局。另外，原聲帶也於澳洲、加拿大、愛爾蘭、紐西蘭、瑞士以及英國榜單登頂。同月後期，卡卡宣布她已與於2017年早期相遇的人才仲介克里斯提安·卡里諾訂婚。並於2019年2月取消訂婚。
由兩人合唱的原聲帶中首支單曲《淺灘》（Shallow），於9月釋出並於多國榜單奪冠。2019年2月11日，卡卡於葛萊美頒獎禮上首次於電視直播上表演《淺灘》，以《淺灘》獲頒最佳影視媒體作品歌曲及最佳流行團體 / 組合兩大獎項。同日，《淺灘》榮獲英國電影學院頒發最佳原創音樂，由 布萊德利·庫柏於英國領獎。同月25日，卡卡於奧斯卡金像獎頒獎禮上與布萊德利·庫柏首次於電視直播上合唱《淺灘》，並憑《淺灘》獲頒最佳原創歌曲。典禮完結後，卡卡前往瑪丹娜主辦的派對並拍下合照引起粉絲及媒體議論。包含以上3項獎項，單曲使卡卡贏得了金球獎和評論家選擇電影獎等最佳原創歌曲獎。並同時使卡卡成為史上第一位藝人及第一首歌曲於同一獎季贏得金球獎、葛萊美獎、英國電影學院獎及奧斯卡金像獎，並超越歌手碧昂絲的《女力來襲》（Formation）成為史上獲獎最多的歌曲，至今共獲得32項官方獎項。
2018年，卡卡簽下了為期兩年的駐唱合約，並於拉斯維加斯的公園劇場舉辦演唱會《女神卡卡: 謎》。駐唱由兩種不同類型的演唱會組成: 以戲劇性和卡卡熱門歌曲為主要焦點的《謎》，以及以選自美國金曲簿的歌曲以及爵士版的卡卡的歌曲為主的《爵士與鋼琴》。《謎》駐唱表演於2018年12月28日首次開唱，《爵士與鋼琴》則於隔年1月20日開唱。2019年9月，卡卡於亞馬遜上發行她的首款純素化妝品系列Haus Laboratories。由40款產品組成，包含液體眼線筆、唇彩和臉部貼紙，產品在亞馬遜的暢銷口紅榜單上排行第一。隔年2月，卡卡開始與企業家麥可·波蘭斯基交往。卡卡於2020年2月25日在社群媒體宣布新專輯《神彩》（原文: Chromatica）於2020年4月10日發售，後因COVID-19疫情宣布延期至5月29日發售。並在此前發行兩張單曲，2月28日的《癡癡的愛》(Stupid Love)，以及5月22日，和亞莉安娜·格蘭德合作的《讓雨降臨》(Rain on Me)。後者於美國空降第一，讓卡卡成為第三名分別在2000年代、2010年代和2020年代登上該國榜首的人。隨了憑着《星夢情深》（A Star Is Born）入圍金球影后，她也憑着電影歌曲爭奪4項格萊美獎，加上個人歌曲獎提名，一共獲得5項第61屆葛萊美獎的提名。

### 2021年–2023年：《爵愛經典》与電影《Gucci：豪門謀殺案》
2021年，在喬·拜登總統就職典禮獻唱美國國歌。
2021年3月14日第63屆葛萊美獎，爱莉安娜·格兰德與女神卡卡以《讓雨降臨》共同獲得最佳流行團體 / 組合獎。
2021年10月15日，卡卡再度與東尼·班奈特合作手打造爵士禮讚大碟的爵士樂專輯《爵愛經典》（原文: Love For Salen）。這也是傳奇歌王班奈特告別樂壇絕響巨作，與卡卡完美演繹美國最偉大作曲家科爾·波特經典作品。
2022年4月3日第64屆葛萊美獎，東尼·班奈特和女神卡卡合作的專輯《爵愛經典》，再度一同榮獲「最佳傳統流行演唱專輯」。
2022年，睽違36年的經典續集電影《捍衛戰士：獨行俠》（Top Gun: Maverick）電影主題曲由Lady Gaga演唱的《牽我的手》，湯姆克魯斯對這首主題曲讚譽有加，稱它是「電影的心跳」，Lady Gaga 表示：「這首歌不僅是為了這次電影而寫，也是為了那些覺得自己永遠無法好起來的人而寫，生命教會我在對自己失去信心時，依舊要相信人性。當你覺得孤單、悲傷或與世隔絕時，就牽我的手吧，或許有一天你就能堅強、茁壯到能牽起自己的手。」
2023年4月13日，美國總統喬·拜登任命女神卡卡為美國總統藝術與人文委員會聯席主席。

### 2024年–2025年：奥运会表演、電影《小丑：雙重瘋狂》、《狂亂》

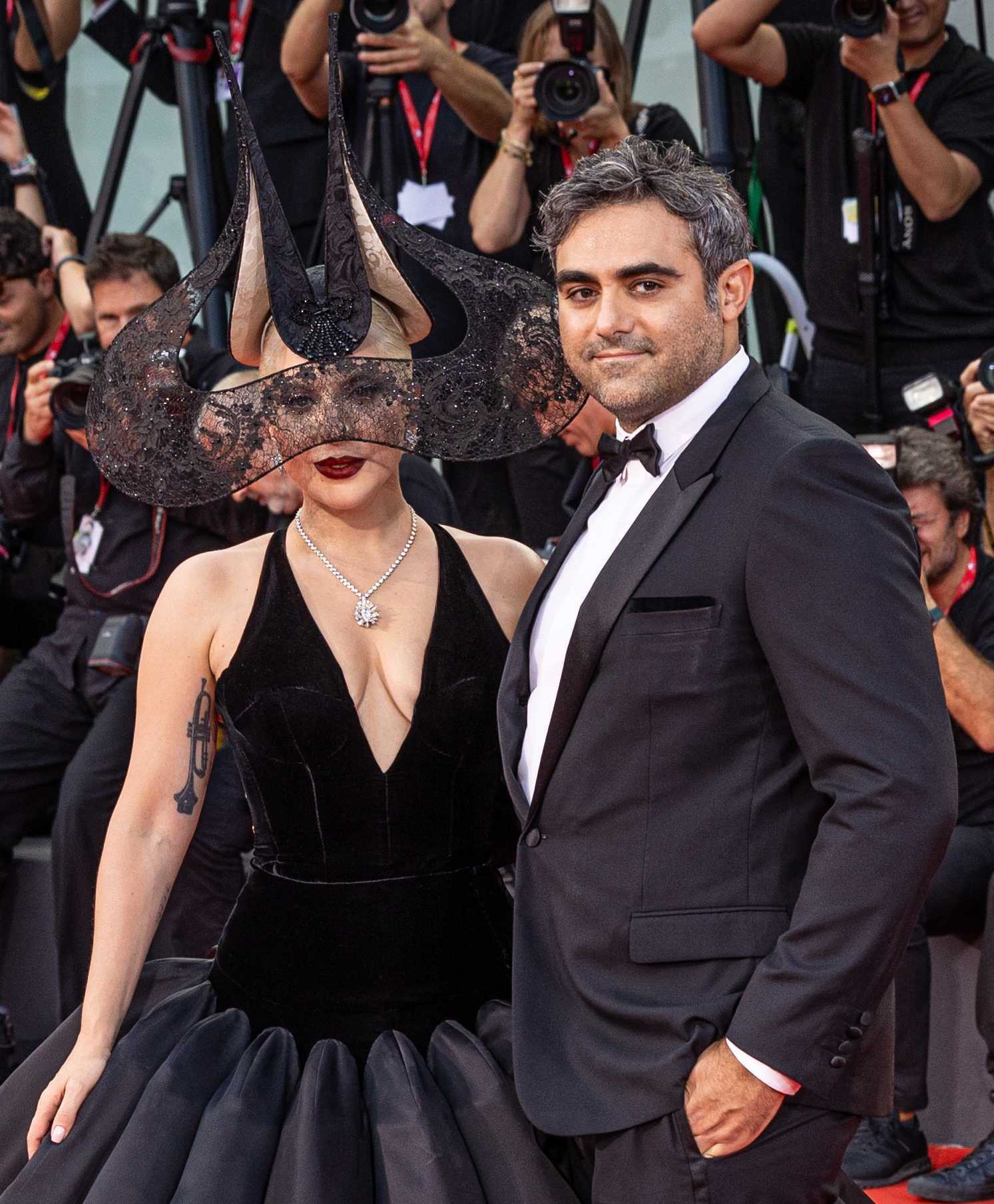
女神卡卡與未婚夫麥克·波蘭斯基于2024年共同出席頒獎典禮。

2024年2月至4月期间，卡卡在网络游戏《堡垒之夜》的Fortnite Festival中成为客串艺人。同年4月，她與交往四年的創投家麥克·波蘭斯基（Michael Polansky）訂婚。
7月，卡卡在巴黎的2024年夏季奥林匹克运动会开幕式表演了法国红磨坊歌剧名伶Zizi Jeanmaire的代表作《我的羽毛》（Mon truc en plume）。8月16日，她与布鲁诺·马尔斯合作，发行了单曲〈Die with a Smile〉，不僅蟬聯Billboard Global 200榜首長達18週，也讓Gaga成為首位在2000、2010與2020年代皆擁有多首美國冠軍單曲的藝人。
該曲亦於第67屆葛萊美獎上獲得「最佳流行重唱/團體演出獎」，使她成為史上首位三度贏得該獎項的藝人。
卡卡在与華堅·馮力士搭档出演电影《小丑：雙重瘋狂》中出演哈莉·奎茵（Harleen “Lee” Quinzel），該片為2019年電影《小丑》的續集，於第81屆威尼斯影展首映，並於2024年10月上映。雖然電影本身在評價與票房上表現不佳，但Gaga的演出則普遍受到正面評價，評論普遍認為她的戲份過少但表現亮眼。電影原聲帶收錄了她與馮力士共同錄製的歌曲，Gaga另製作了一張同名伴隨專輯同名專輯，於9月27日發行，其中四首歌曲由她與Polansky共同創作。
Gaga在神彩舞會（Chromatica Ball）演唱會電影結尾中宣布將發行第七張錄音室專輯，該專輯《Mayhem》由她與Polansky共同擔任執行製作，並於2025年3月7日發行，廣受好評，在美國空降冠軍。她與Polansky共創七首歌曲
，其中包括2024年10月25日推出的主打曲Disease，該曲在英國最高排名第七。第二支單曲《Abracadabra》於2025年2月3日發行，在英國與德國均打入前五名，也登上Global 200前列。《Die with a Smile》亦被收錄為加曲之一。
2025年2月，她在超級盃第59屆中演唱《Hold My Hand》，向在新年期間波旁街恐怖攻擊中喪生的14位受害者致敬。該表演令她首度獲得體育艾美獎的「最佳音樂指導獎」。
3月，她第二度主持《週六夜現場》（Saturday Night Live），並於同月在iHeartRadio音樂獎上獲頒「創新獎」（Innovator Award）。她自4月起展開《Mayhem》專輯的宣傳活動，其中包括於里約熱內盧舉辦的免費演唱會（作為「Todo Mundo no Rio」活動的一部分），該場演出吸引超過210萬人次觀看，成為女性藝人史上最多人參與的單場演唱會。
她計劃於同年7月起展開《The Mayhem Ball》世界巡演。同時，Gaga將於Netflix影集星期三第二季中出演角色。

## 藝術風格

### 所受影響
卡卡在年幼時收聽的歌手，例如麥可·傑克森、披頭四、史提夫·汪達、皇后樂團、布魯斯·史普林斯汀、平克·佛洛伊德、瑪麗亞·凱莉、感恩至死、齊柏林飛船、惠特尼·休斯頓、艾爾頓·強、金髮美女以及垃圾合唱團等皆影響了她的音樂風格。卡卡在音樂上的靈感來源十分多元，從瑪丹娜和麥可·傑克森的流行舞曲風，到大衛·鮑伊和佛萊迪·墨裘瑞的華麗搖滾風，甚至包含普普藝術家安迪·沃荷的戲劇性以及她年輕時在藝術劇場學習的藝術基礎。其中卡卡經常被拿去跟認為從卡卡身上反映出自己風格的歌手瑪丹娜相比。卡卡也曾表示希望能夠像她一樣徹底改變流行音樂。卡卡對於鐵娘子樂團及黑色安息日等重金屬樂團的影響力表示讚賞。並讚揚碧昂絲是讓她決定追求音樂事業的關鍵。
卡卡對於時尚的興趣源自她的母親，而卡卡也表示這種影響已經與她的音樂融合在一起。她的時尚風格常被大眾與李·包沃利、伊莎貝拉·布洛，以及雪兒相比；卡卡也表示在她年輕時，她吸收著雪兒的時尚概念並創造了自己的風格。她把唐娜泰拉·凡賽斯當作她的謬思並把英國時尚設計師亞歷山大·麥昆當作她的靈感來源之一。相對的，凡賽斯稱女神卡卡為「新穎的唐娜泰拉」。卡卡也被從小就很崇拜的黛安娜王妃影響。
卡卡稱印度籍另類醫學支持者喬布拉為「真正的靈感」，並同時在推特上引薦了印度領導人奧修的書《創造力》，表示她深受奧修作品中藉由想像力和平等性來重視叛逆的內容影響。

## 音樂作品
錄音室專輯
- 《超人氣》The Fame（2008年；2009年再版为《超人气女魔头》The Fame Monster）
- 《天生完美》Born This Way（2011年）
- 《流行艺术》ARTPOP（2013年）
- 《脸贴脸》Cheek To Cheek（与托尼·班奈特，2014年）
- 《乔安》Joanne（2016年）
- 《神彩》Chromatica（2020年）
- 《爵愛經典（英语：Love for Sale (Tony Bennett and Lady Gaga album)）》Love For Sale（与托尼·班奈特，2021年）
- 《狂亂》Mayhem（2025年）

原聲帶專輯
- 《一個巨星的誕生》A Star Is Born（與布萊德利·庫柏，2018年）
- 《哈莉奎茵（英语：Harlequin (Lady Gaga album)）》Harlequin（2024年）
- 《小丑：雙重瘋狂》Joker: Folie à Deux（2024年）

## 巡迴演唱會
- 超人气巡回演唱会（英语：The Fame Ball Tour） The Fame Ball Tour（2009年）
- 魔神巡迴演唱會（英语：The Monster Ball Tour） The Monster Ball Tour（2009年–2011年）
- 天生完美狂欢舞会 Born This Way Ball（2012年–2013年）
- 藝術狂歡 : 流行藝術巡迴演唱會 ArtRave: The Artpop Ball（2014年）
- 脸贴脸巡回演唱会（英语：Cheek to Cheek Tour） Cheek to Cheek Tour（与托尼·班奈特，2014年–2015年）
- 喬安世界巡迴演唱會 Joanne World Tour（2017年–2018年）
- 神彩舞会 The Chromatica Ball（2022年）
- 狂亂巡回演唱会（英语：The Mayhem Ball）  The Mayhem Ball （2025年）

## 影視作品
- 東尼本色（英语：The Zen of Bennett）（2012年）
- MIB星際戰警3（2012年）
- 凱蒂·佩芮：做自己（2012年）
- 殺千刀重出江湖（2013年）
- 布偶歷險記：全面追緝（英语：Muppets Most Wanted）（2014年）
- 萬惡城市2：紅顏奪命（2014年）
- 美國恐怖故事：旅館（2015年）
- 嘎嘎：五尺二寸（2017年）
- 一個巨星的誕生（2018年）
- Gucci：豪門謀殺案（2021年）
- 小丑：雙重瘋狂（2024年）
- 星期三：第二季（2025年）

## 争议事件

### 挂中华民国旗事件
2011年，嘎嘎小姐前往台湾举行演唱会，在演唱会上举中华民国国旗，並在採訪時表示“我第一次來台灣，你們國家很美”引起中国大陆的网民不满。

### 会见达赖喇嘛事件
2016年6月26日，嘎嘎小姐在参与印第安纳州第84届美国市长会议时与西藏流亡政府精神领袖第十四世达赖喇嘛会面并共同讨论如何打造一个更具怜悯心的世界，不少中国大陆网民在嘎嘎小姐的社交媒体留言：“不要做傻事”“会面后很可能会被封杀”“请远离达赖，他是分裂分子”，部分中国大陆粉丝表示“很受伤”“很失望”“果断取关”“别想来中国了”。在周二的中国外交部记者会上，发言人洪磊被问及对嘎嘎小姐与达赖喇嘛“私人会面”的看法，洪磊反问：“谁啊？”。《卫报》称嘎嘎小姐已经被列入中国共产党“外国敌对势力”名单。

### 支持香港反修例示威及中國粉絲團解散事件
2019年香港反對逃犯條例修訂草案運動示威期間，Lady Gaga 於 Twitter 關注支持反政府帳號「@HongKongHermit」（現已停用），該帳號曾發文提及「光復香港，時代革命」等口號。Lady Gaga 被視為支持「港獨」。同年12月，中國網民於微博批評 Lady Gaga 立場，指責其干預香港事務及支持反修例示威。Lady Gaga 中國粉絲後援會隨後宣佈解散並發起抵制，稱其行為令人失望（Global Times, 2019-12-01；DailyView, 2019-12-04）此外，Lady Gaga 歌曲《Born This Way》在反政府示威被用作自由象徵，進一步加劇爭議。

## 註解
1. ↑  發音為：/ˈstɛfəni dʒɜːrməˈnɒtə/ STEF-ə-nee jur-mə-NOT-ə。
2. ↑  2010年，富薩里聲稱自己應獲得公司收入的20%，但纽约最高法院駁回了兩宗訴訟及卡卡的一宗反訴。[91][92]
3. ↑  兩款香水均與Coty公司合作發行。[117][118]

### 引文
1. . 博客來.   [2025-06-25].
2. ↑  出生詳細資訊：

  - . NME.   [2017-09-19]. （原始内容存档于2017-10-01）.
  - Spedding, Emma. . Grazia. 2013-03-28  [2018-10-14]. （原始内容存档于2013-04-02）.
3. ↑  家庭背景詳細資訊：
  - Graves-Fitzsimmons, Guthrie. . The Washington Post. 2017-02-05  [2017-10-27]. （原始内容存档于2017-02-06）.
  - Pierce, Kathleen. . The Boston Globe. 2011-05-14  [2014-04-23]. （原始内容存档于2017-01-16）.
  - Kaufman, Gil. . MTV News. 2012-01-26  [2017-10-29]. （原始内容存档于2017-10-29）.
4. ↑  . Rolling Stone. 2011-05-25  [2014-03-25]. （原始内容存档于2014-04-25）.
5. ↑  Harman, Justine. . 人物. 2011-09-20  [2016-06-06]. （原始内容存档于2016-11-23）.
6. ↑  Reszutek, Dana. . AM New York. 2017-03-28  [2017-10-27]. （原始内容存档于2017-10-28） （英语）.
7. ↑  Barber, Lynn. . The Times. 2009-12-06  [2017-10-27]. （原始内容存档于2017-10-28）.
8. ↑  Tracy 2013，第202頁.
9. ↑  Johnson 2012，第20頁.
10. ↑  Johnson 2012，第26頁.
11. ↑  Grigoriadis, Vanessa. . New York. 2010-03-28  [2010-03-29]. （原始内容存档于2010-04-01）.
12. ↑  Manelis, Michele. . Lee Strasberg Theatre and Film Institute. 2015-10-12  [2016-01-07]. （原始内容存档于2016-01-27）.
13. ↑  Morgan 2010，第27頁.
14. ↑  Blauvelt, Christian. . Entertainment Weekly. 2010-10-11  [2017-11-22]. （原始内容存档于2015-11-08）. 参数|magazine=与模板{{cite web}}不匹配（建议改用{{cite magazine}}或|website=） (帮助)
15. ↑  .  與Davi Russo的访谈. New York: MTV. 2011-05-26  [2017-08-27]. （原始内容存档于2017-03-28）.
16. ↑  Florino, Rick. . Artistdirect. 2009-01-30  [2017-08-07]. （原始内容存档于2017-07-01）.
17. ↑  . ladygaga.com.   [2017-08-07]. （原始内容存档于2010-06-06）.
18. 1 2  Harris, Chris. . MTV News. 2008-06-09  [2009-05-07]. （原始内容存档于2014-09-11）.
19. ↑  Kos, Saimon. . MTV News. 2009-08-10  [2017-10-27]. （原始内容存档于2017-10-27）.
20. ↑  Bakare, Larney. . The Guardian. 2014-12-02  [2014-12-19]. （原始内容存档于2014-12-19）.
21. ↑  . BBC News. 2016-12-05  [2016-12-10]. （原始内容存档于2016-12-08）.
22. ↑  Musto, Michael. . The Village Voice. 2010-01-19  [2010-01-19]. （原始内容存档于2015-11-05）.
23. 1 2  Grigoriadis, Vanessa. . New York. 2010-03-28  [2010-03-29]. （原始内容存档于2010-04-01）.
24. ↑  Morgan 2010，第31頁.
25. ↑  Kaufman, Gil. . MTV News. 2010-03-19  [2013-10-08]. （原始内容存档于2014-10-03）.
26. ↑  Morgan 2010，第36頁.
27. 1 2  . Billboard. 2010-03-18  [2013-10-08]. （原始内容存档于2013-09-15）.
28. ↑  Hiatt, Brian. . Rolling Stone. Vol. 1080 no. 43 (New York). 2009-05-30. ISSN 0035-791X.
29. ↑  Resende, Sasha. . The Michigan Daily. 2009-12-09  [2014-06-27]. （原始内容存档于2014-10-24）.
30. ↑  Morgan 2010，第45頁.
31. 1 2 3  Birchmeier, Jason. . AllMusic. 2008-04-20  [2010-01-03]. （原始内容存档于2010-10-21）.
32. ↑  Carlton, Andrew. . The Daily Telegraph. 2010-02-16  [2011-02-09]. （原始内容存档于2011-01-31）.
33. ↑  Montgomery, James. . MTV News. 2011-05-25  [2017-10-29]. （原始内容存档于2017-10-29）.
34. 1 2  Hobart, Erika. . Seattle Weekly. 2008-11-18  [2009-01-10]. （原始内容存档于2009-01-09）.
35. ↑  . Broadcast Music Incorporated. 2007-07-09  [2009-02-26]. （原始内容存档于2009-02-26）.
36. ↑  Haus of GaGa. . Lady Gaga. 2008-12-16.
37. ↑  Mitchell, Gail. . Billboard. Vol. 119 no. 45. 2007-11-10: 14  [2010-05-06]. ISSN 0006-2510.
38. ↑  . Daily Herald (Arlington). 2017-10-25  [2017-11-09]. （原始内容存档于2017-11-09）.
39. 1 2  Harding, Cortney. . Billboard. 2009-08-15  [2010-05-06]. （原始内容存档于2013-03-09）.
40. ↑  Cowing, Emma. . The Scotsman. 2009-01-20  [2009-02-20]. （原始内容存档于2015-12-08）.
41. ↑  Vena, Jocelyn. . MTV News. 2009-06-05  [2009-06-20]. （原始内容存档于2015-02-04）.
42. ↑  . HitQuarters. 2009-03-23  [2009-12-19]. （原始内容存档于2010-01-13）.
43. ↑  Sturges, Fiona. . The Independent. 2009-05-16  [2009-05-26]. （原始内容存档于2009-05-19）.
44. ↑  . Contactmusic.com.   [2009-02-20]. （原始内容存档于2015-02-14）.
45. ↑  . Haus of Gaga.   [2017-10-27]. （原始内容存档于2017-10-28）.
46. ↑  . iTunes Store.   [2017-08-21]. （原始内容存档于2017-09-08）.
47. ↑  Williams, John. . Jam!. 2009-01-14  [2019-01-24]. （原始内容存档于2015-06-29）.
48. ↑  . aCharts.co.   [2009-01-08]. （原始内容存档于2015-11-05）.
49. ↑  Gray II 2012，第3頁.
50. 1 2 3 4 5 6 7 8  . Billboard.   [2017-08-03]. （原始内容存档于2017-11-06）.
51. ↑  . Hung Medien.   [2017-11-18]. （原始内容存档于2012-04-13）.
52. 1 2  . Billboard.   [2017-11-18]. （原始内容存档于2017-11-02）.
53. 1 2 3 4  . Official Charts Company.   [2017-10-30]. （原始内容存档于2015-05-10）.
54. ↑   (PDF). International Federation of the Phonographic Industry: 10.   [2017-08-04]. （原始内容存档 (PDF)于2012-03-26）.
55. ↑  . Guinness World Records.   [2017-05-25]. （原始内容存档于2015-09-24）.
56. ↑  Single releases from The Fame:
  - . Amazon.com.   [2017-11-17]. （原始内容存档于2017-11-19）.
  - . Capital FM.   [2017-11-17]. （原始内容存档于2017-11-19）.
  - Evans, Morgan. . Harper's Bazaar. 2017-01-31  [2017-11-17]. （原始内容存档于2017-02-03）.
57. ↑  . GfK Entertainment.   [2011-03-18]. （原始内容存档于2013-11-02） （德语）.
58. ↑  . AllMusic.   [2017-11-07]. （原始内容存档于2017-11-07）.
59. ↑  . CNN. 2010-02-01  [2010-04-25]. （原始内容存档于2010-04-19）.
60. 1 2  Nestruck, Kelly. . The Guardian. 2009-11-30  [2009-12-01]. （原始内容存档于2016-03-04）.
61. ↑  Morgan 2010，第131頁.
62. ↑   (新闻稿). PR Newswire. 2009-10-08  [2009-10-09]. （原始内容存档于2009-10-11）.
63. ↑  Cinquemani, Sal. . Slant Magazine. 2009-11-18  [2017-10-29]. （原始内容存档于2017-10-09）.
64. ↑  Villa, Lucas. . AXS. 2014-05-16  [2017-10-29]. （原始内容存档于2017-10-30）.
65. ↑  . Hung Medien.   [2017-10-29]. （原始内容存档于2017-10-30）.
66. ↑  . Hung Medien.   [2017-10-29]. （原始内容存档于2017-10-30）.
67. ↑  Daw, Robbie. . Idolator. 2009-11-12  [2017-11-17]. （原始内容存档于2013-11-02）.
68. ↑  . BBC News. 2010-03-22  [2010-12-13]. （原始内容存档于2010-08-19）.
69. ↑  . The Independent. 2010-05-19  [2017-11-17]. （原始内容存档于2017-11-19）.
70. ↑  . Hung Medien.   [2017-11-17]. （原始内容存档于2012-04-21）.
71. ↑  . Catholic League. 2010-06-09  [2017-10-27]. （原始内容存档于2017-06-30）.
72. ↑  O'Neill, Megan. . Adweek. 2010-04-14  [2017-05-14]. （原始内容存档于2017-05-14）.
73. ↑  Whitworth, Dan. . BBC News. 2010-10-26  [2010-12-28]. （原始内容存档于2015-11-05）.
74. ↑  . MTV. 2010-09-12  [2012-01-30]. （原始内容存档于2015-02-05）.
75. ↑  Kaufman, Gil. . MTV News. 2010-08-03  [2016-12-16]. （原始内容存档于2017-05-10）.
76. ↑  . CNN.   [2011-07-17]. （原始内容存档于2011-07-08）.
77. ↑  . Guinness World Records.   [2017-11-07]. （原始内容存档于2015-09-24）.
78. ↑  . Guinness World Records.   [2017-05-25]. （原始内容存档于2017-07-14）.
79. ↑  . AsiaOne. 2012-02-27  [2017-12-04]. （原始内容存档于2017-12-04）.
80. ↑  Sailor, Craig. . The News Tribune. 2012-09-18  [2017-12-04]. （原始内容存档于2017-12-04）.
81. ↑  Newman, Melinda. . Los Angeles Times. 2011-06-29  [2013-02-13]. （原始内容存档于2013-10-29）.
82. ↑  Ziegbe, Mawuse. . MTV News. 2010-07-08  [2016-12-17]. （原始内容存档于2010-12-08）.
83. ↑  Herrera, Monica. . Billboard. 2009-10-15  [2009-10-15]. （原始内容存档于2016-02-23）.
84. ↑  Waddell, Ray. . Billboard. 2011-05-05  [2011-06-02]. （原始内容存档于2013-05-09）.
85. ↑  . Academy of Television Arts & Sciences.   [2011-08-25]. （原始内容存档于2015-01-10）.
86. ↑  . BBC News. 2010-02-16  [2010-12-28]. （原始内容存档于2010-10-13）.
. The Daily Telegraph. 2009-12-07  [2017-10-27]. （原始内容存档于2016-10-07）.
Virtel, Louis. . Logo TV. 2013-11-12  [2017-11-07]. （原始内容存档于2016-03-13）.
87. ↑  Herrera, Monica. . Billboard. 2010-06-01  [2011-05-30]. （原始内容存档于2013-05-09）.
88. ↑  Williams, Martyn. . PC World. 2009-09-07  [2012-01-27]. （原始内容存档于2013-05-25）.
89. ↑  Swash, Rosie. . The Guardian. 2010-01-08  [2012-01-27]. （原始内容存档于2014-01-04）.
90. ↑  O'Dell, Jolie. . Mashable. 2011-01-06  [2015-07-11]. （原始内容存档于2015-06-27）.
91. ↑  . The Daily Telegraph. 2010-03-20  [2010-03-20]. （原始内容存档于2010-03-23）.
92. ↑  Katz, Basil. . Reuters. 2010-09-10  [2010-09-11]. （原始内容存档于2015-12-08）.
93. 1 2  Moran, Caitlin. . The Times. 2010-05-23  [2010-05-24]. （原始内容存档于2010-05-22）.
94. ↑  Temple, Sarah. . ABC Online. 2010-06-02  [2010-06-02]. （原始内容存档于2013-06-21）.
95. ↑  . LiveScience. 2011-05-18  [2020-01-15]. （原始内容存档于2013-07-02）.
96. ↑  Trust, Gary. . Billboard. 2011-02-16  [2011-02-16]. （原始内容存档于2013-03-25）.
97. 1 2  Lewis, Randy. . Los Angeles Times. 2011-04-15  [2011-04-16]. （原始内容存档于2011-04-18）.
98. ↑  Corner, Nick. . Digital Spy. 2011-05-11  [2011-10-29]. （原始内容存档于2015-12-12）.
99. ↑  Young, Eleanor. . Marie Claire. 2011-06-17  [2017-08-31]. （原始内容存档于2017-08-31）.
100. ↑  Montgomery, James. . MTV News. 2011-06-02  [2011-06-02]. （原始内容存档于2014-11-19）.
101. ↑  . International Business Times. 2011-10-05  [2012-02-12]. （原始内容存档于2012-11-04）.
102. ↑  Hampp, Andrew. . Billboard. 2011-12-01  [2017-10-27]. （原始内容存档于2016-03-19）.
103. ↑  Daw, Robbie. . Idolator. 2011-12-12  [2012-02-01]. （原始内容存档于2013-01-03）.
104. ↑  Deerwester, Jayme. . USA Today. 2016-07-19  [2017-07-19]. （原始内容存档于2017-07-28）.
105. ↑  Vulpo, Mike. . E! News. 2016-07-19  [2017-07-19]. （原始内容存档于2017-07-28）.
106. ↑  . Capital FM. 2013-02-14  [2017-11-25]. （原始内容存档于2017-12-01）.
107. ↑  Waddell, Ray. . Billboard. 2013-02-14  [2017-11-25]. （原始内容存档于2018-01-30）.
108. ↑  The tour earned $164.1 million in 2012 and $22.5 million in 2013.
  -  (PDF). Pollstar.   [2017-11-25]. （原始内容 (PDF)存档于2017-05-14）.
  -  (PDF). Pollstar.   [2017-11-25]. （原始内容 (PDF)存档于2015-09-24）.
109. ↑  Vena, Jocelyn. . MTV News. 2011-09-14  [2011-09-21]. （原始内容存档于2014-07-24）.
110. ↑  Herrera, Monica. . Billboard. 2011-01-28  [2011-02-04]. （原始内容存档于2013-05-09）.
111. ↑  Osei, Anthony. . Complex. 2011-05-24  [2017-10-29]. （原始内容存档于2017-10-30）.
112. ↑  Perpetua, Mathew. . Rolling Stone. 2011-10-17  [2011-10-21]. （原始内容存档于2011-10-19）.
113. ↑  Gorman, Bill. . TV by the Numbers. 2011-11-25  [2017-06-20]. （原始内容存档于2016-03-05）.
114. ↑  Maloney, Devon. . Spin. 2012-05-19  [2012-05-23]. （原始内容存档于2015-09-09）.
115. ↑  Hasty, Katie. . HitFix. 2012-04-27  [2015-08-11]. （原始内容存档于2015-07-31）.
116. ↑  . Capital. 2012-07-02  [2017-08-04]. （原始内容存档于2017-08-04）.
117. ↑  . PR Newswire. 2012-06-14  [2012-07-09]. （原始内容存档于2012-07-31）.
118. ↑  Grinnell, SunHee. . Vanity Fair. 2012-10-01  [2015-10-23]. （原始内容存档于2015-10-12）.
119. ↑  .   [2020-03-29]. （原始内容存档于2020-11-20）.
120. ↑  Bychawski, Adam. . NME. 2012-05-31  [2012-05-31]. （原始内容存档于2013-10-12）.
121. ↑  Copsey, Nick. . Digital Spy. 2012-08-05  [2012-08-06]. （原始内容存档于2015-12-12）.
122. ↑  Vena, Jocelyn. . MTV News. 2013-09-18  [2013-10-17]. （原始内容存档于2014-07-15）.
123. ↑  Dredge, Stuart. . The Guardian. 2013-08-12  [2017-10-29]. （原始内容存档于2015-04-19）.
124. ↑  . Slágerlisták.   [2017-10-29]. （原始内容存档于2017-10-30） （匈牙利语）.
125. ↑  . Capital FM. 2013-10-10  [2017-10-29]. （原始内容存档于2014-08-24）.
126. ↑  . Rotten Tomatoes.   [2017-10-29]. （原始内容存档于2017-08-30）.
127. ↑  Gire, Dann. . Daily Herald. 2014-01-02  [2017-10-29]. （原始内容存档于2017-10-30）.
128. ↑  Lipshultz, Jason. . Billboard. 2013-10-22  [2013-10-22]. （原始内容存档于2013-10-22）.
129. ↑  . Slágerlisták.   [2017-10-29]. （原始内容存档于2017-10-30） （匈牙利语）.
130. ↑  . Metacritic.   [2013-11-30]. （原始内容存档于2014-04-08）.
131. ↑  Brown, Helen. . The Daily Telegraph. 2013-11-07  [2013-11-08]. （原始内容存档于2013-11-11）.
132. ↑  Caulfield, Keith. . Billboard. 2013-11-20  [2013-11-20]. （原始内容存档于2014-01-26）.
133. ↑  Siegel, Ben. . The Buffalo News. 2014-07-07  [2016-02-26]. （原始内容存档于2014-07-10）.
134. ↑  Mompellio, Gabriel. . Radio Airplay Italy. 2014-03-28  [2017-11-07]. （原始内容存档于2014-10-28） （意大利语）.
135. ↑  Rivera, Zayda. . Daily News (New York). 2013-11-17  [2015-10-24]. （原始内容存档于2014-01-01）.
136. ↑  Messer, Lesley. . ABC News. 2013-10-17  [2013-10-17]. （原始内容存档于2014-03-18）.
137. ↑  Grow, Kory. . Rolling Stone. 2013-12-18  [2017-11-07]. （原始内容存档于2016-01-15）.
138. ↑  Farber, Jim. . Daily News (New York). 2014-03-29  [2017-10-29]. （原始内容存档于2017-07-11）.
139. ↑  Allen, Bob. . Billboard. 2014-12-05  [2014-12-05]. （原始内容存档于2015-03-18）.
140. ↑  Rivera, Zayda. . Daily News (New York). 2013-11-05  [2013-11-06]. （原始内容存档于2013-11-07）.
141. ↑  Waddell, Ray. . Billboard. 2014-06-11  [2014-06-11]. （原始内容存档于2014-06-14）.
142. ↑  Vena, Jocelyn. . MTV News. 2013-08-29  [2013-08-29]. （原始内容存档于2014-05-23）.
143. ↑  . The Daily Telegraph. 2013-11-25  [2015-06-17]. （原始内容存档于2015-06-17）.
144. ↑   (新闻稿). Toronto: Universal Music Canada. 2014-07-29  [2014-07-30]. （原始内容存档于2014-08-08）.
145. ↑  Gibson, Megan. . Time. 2014-08-19  [2017-11-07]. （原始内容存档于2016-06-09）.
146. ↑  . Metacritic.   [2014-10-18]. （原始内容存档于2014-09-27）.
147. ↑  Sullivan, Caroline. . The Guardian. 2014-09-18  [2014-09-18]. （原始内容存档于2014-09-19）.
148. ↑  Reich, Howard. . Chicago Tribune. 2014-09-19  [2014-09-19]. （原始内容存档于2014-09-20）.
149. ↑  Caulfield, Keith. . Billboard. 2014-10-01  [2014-10-01]. （原始内容存档于2014-10-03）.
150. ↑  Rosen, Christopher. . HuffPost. 2015-02-08  [2015-02-08]. （原始内容存档于2015-02-09）.
151. ↑  . PBS. 2014-10-15  [2015-03-10]. （原始内容存档于2015-03-12）.
152. ↑  . Business Standard. 2014-10-08  [2015-06-17]. （原始内容存档于2015-07-17）.
153. ↑  Lewis, Barry. . Times-Herald Record. 2015-02-16  [2017-11-07]. （原始内容存档于2015-10-15）.
154. ↑  Hampp, Andrew. . Billboard. 2015-03-06  [2016-02-28]. （原始内容存档于2016-03-08）.
155. ↑  Stecker, Erin. . Billboard. 2016-02-08  [2017-11-07]. （原始内容存档于2016-03-13）.
156. ↑  Lee, Ashley. . The Hollywood Reporter. 2015-02-23  [2015-07-11]. （原始内容存档于2016-03-20）.
157. ↑  Gallo, Phil. . Billboard. 2015-01-27  [2015-05-04]. （原始内容存档于2015-04-28）.
. International Press Academy.   [2015-12-05]. （原始内容存档于2016-03-20）.
Hetter, Katia. . CNN. 2016-02-28  [2016-02-28]. （原始内容存档于2016-02-29）.
158. ↑  Sun, Rebecca. . Billboard. 2015-09-30  [2015-09-30]. （原始内容存档于2015-10-02）.
159. ↑  . Songwriters Hall of Fame. 2015-04-23  [2015-04-24]. （原始内容存档于2015-05-05）.
160. 1 2  David, Ehrlich. . Rolling Stone. 2016-01-10  [2017-05-22]. （原始内容存档于2017-02-15）.
161. ↑  Falcone, Dana Rose. . CNN. 2015-09-10  [2016-02-26]. （原始内容存档于2015-09-14）.
162. ↑  Murphy, Shaunna. . MTV News. 2016-01-13  [2017-08-31]. （原始内容存档于2017-08-31）.
163. ↑  Piere, Kerry. . Harper's Bazaar. 2015-10-02  [2017-11-07]. （原始内容存档于2016-03-16）.
164. ↑  Katz, Jessie. . Billboard. 2016-01-08  [2016-01-08]. （原始内容存档于2016-01-08）.
165. ↑  Krauser, Emily. . Entertainment Tonight. 2016-03-21  [2016-03-24]. （原始内容存档于2016-03-26）.
166. ↑  . ESPN. 2016-02-08  [2016-02-11]. （原始内容存档于2016-02-11）.
167. ↑  Lockett, Dee. . Vulture.com. 2016-02-02  [2016-02-14]. （原始内容存档于2016-02-09）.
168. ↑  Lynch, Joe. . Billboard. 2016-02-29  [2016-02-29]. （原始内容存档于2016-03-01）.
169. ↑  Gardner, Chris. . The Hollywood Reporter. 2016-02-04  [2016-02-04]. （原始内容存档于2016-02-05）.
170. ↑  Lindner, Emilee. . MTV News. 2017-09-12  [2017-11-19]. （原始内容存档于2017-09-30）.
171. ↑  林西 (编). . 观察者网. 2016-06-27  [2021-03-30]. （原始内容存档于2021-05-11）.
172. ↑  林鹏飞; 吴志伟; 任重. . 环球时报. 2016-06-29  [2021-03-30]. （原始内容存档于2021-05-11）.
173. ↑  . BBC中文网.   [2016年6月28日]. （原始内容存档于2019年6月16日）.
174. ↑  . 香港蘋果日報.   [2016年6月28日]. （原始内容存档于2017年3月7日）.
175. ↑  . 香港文汇报.   [2016年6月29日]. （原始内容存档于2020年11月20日）.
176. ↑  . 中华人民共和国外交部.   [2016年6月29日]. （原始内容存档于2020年3月24日）.
177. ↑  Diblin, Emma. . Harper's Bazaar. 2016-10-06  [2016-10-13]. （原始内容存档于2016-10-13）.
178. ↑  Snetiker, Marc. . Entertainment Weekly. 2016-09-15  [2017-11-07]. （原始内容存档于2016-12-26）.
179. ↑  Stedman, Alex. . Variety. 2016-11-16  [2017-11-07]. （原始内容存档于2016-12-20）.
180. ↑  Stack, Tim. . Entertainment Weekly. 2015-08-27  [2015-08-29]. （原始内容存档于2015-08-28）.
181. ↑  Sadlier, Allison. . Entertainment Weekly. 2016-09-15  [2017-11-12]. （原始内容存档于2017-11-13）.
182. 1 2  Trust, Gary. . Billboard. 2017-02-13  [2017-02-13]. （原始内容存档于2017-02-13）.
183. ↑  Redfearn, Dominique. . Billboard. 2016-09-15  [2016-10-15]. （原始内容存档于2016-10-09）.
184. ↑  Caulfield, Keith. . Billboard. 2016-10-30  [2016-10-30]. （原始内容存档于2016-10-30）.
185. ↑  Nolfi, Joey. . Entertainment Weekly. 2016-11-07  [2017-08-03]. （原始内容存档于2017-08-03）.
186. ↑  Lynch, Joe. . Billboard. 2017-11-28  [2018-02-04]. （原始内容存档于2017-11-28）.
187. ↑  McIntyre, Hugh. . Forbes. 2016-10-02  [2016-10-07]. （原始内容存档于2016-10-06）.
188. ↑  . Fox News Channel. 2017-02-05  [2017-06-08]. （原始内容存档于2017-05-19）.
189. ↑  Schwindt, Oriana. . Variety. 2017-02-06  [2018-09-20]. （原始内容存档于2017-02-06）.
190. ↑  Caulfield, Keith; Trust, Gary. . Billboard. 2017-02-16  [2017-02-16]. （原始内容存档于2017-02-16）.
191. ↑  Rhiannon, Alexis. . Refinery29. 2017-07-14  [2017-07-19]. （原始内容存档于2017-07-14）.
192. ↑  Peterson, Nate. . CBS Sports. 2018-02-04  [2018-02-04]. （原始内容存档于2018-02-04）.
193. ↑  Brooks, Dave. . Billboard. 2017-03-02  [2017-03-02]. （原始内容存档于2017-03-02）.
194. ↑  Kreps, Daniel. . Rolling Stone. 2017-04-16  [2017-06-08]. （原始内容存档于2017-05-17）.
195. ↑  Chart positions for "The Cure":
  - . Hung Medien.   [2017-11-07]. （原始内容存档于2017-09-24）.
  - . Hung Medien.   [2017-11-07]. （原始内容存档于2017-11-07） （法语）.
196. ↑  Copsey, Rob. . Official Charts Company. 2016-02-06  [2017-02-06]. （原始内容存档于2017-02-06）.
197. ↑  Kaufman, Amy. . Los Angeles Times. 2017-09-08  [2017-10-27]. （原始内容存档于2017-10-27）.
198. ↑  Gonzalez, Sandra. . CNN. 2017-09-13  [2017-09-15]. （原始内容存档于2017-09-14）.
199. ↑  Kreps, Daniel. . Rolling Stone. 2018-02-03  [2018-02-04]. （原始内容存档于2018-02-04）.
200. ↑  Allen, Bob. . Billboard. 2018-02-15  [2018-02-25]. （原始内容存档于2018-02-16）.
201. ↑  Kilkenny, Katie. . Billboard. 2018-03-24  [2018-05-09]. （原始内容存档于2018-05-11）.
202. ↑  Kreps, Daniel. . Rolling Stone. 2018-03-30  [2018-03-30]. （原始内容存档于2018-03-30）.
203. ↑  Lang, Brent. . Variety. 2017-04-17  [2017-07-13]. （原始内容存档于2017-04-26）.
204. ↑  . Entertainment Weekly. 2018-08-31  [2018-08-31]. （原始内容存档于2018-09-01）.
205. ↑  Tailor, Leena. . Entertainment Tonight. 2018-09-04  [2018-09-04]. （原始内容存档于2018-09-04）.
206. ↑  . The Hollywood Reporter. 2018-08-31  [2018-08-31]. （原始内容存档于2018-08-31）.
207. ↑  Bradshaw, Peter. . The Guardian. 2018-08-31  [2018-08-31]. （原始内容存档于2018-08-31）.
208. ↑  . Time. 2018-08-31  [2018-08-31]. （原始内容存档于2018-08-31）.
209. 1 2  Awards and nominations for A Star Is Born:

  - Academy Awards: Macke, Johnni. . E! News. 2019-02-24  [2019-02-25]. （原始内容存档于2019-02-25）.
  - BAFTA Awards: . The Guardian. 2019-01-09  [2019-01-09]. （原始内容存档于2019-01-09）.
  - Critics' Choice Awards: Tapley, Kristopher. . Variety. 2019-01-13  [2019-01-14]. （原始内容存档于2019-01-14）.
  - Golden Globe Awards: . The Hollywood Reporter. 2019-01-06  [2019-01-07]. （原始内容存档于2019-01-07）.
  - National Board of Review Awards: . National Board of Review. 2018-11-27  [2018-12-01]. （原始内容存档于2018-11-27）.
  - Screen Actors Guild Awards: Nordyke, Kimberly. . The Hollywood Reporter. 2018-12-12  [2018-12-12]. （原始内容存档于2018-12-12）.
210. ↑  Hay, Carla. . AXS. 2018-08-30  [2018-09-11]. （原始内容存档于2020-04-17）.
211. ↑  Hughes, Hilary. . Billboard. 2018-04-21  [2018-09-04]. （原始内容存档于2018-06-23）.
212. ↑  . Metacritic.   [2018-10-15]. （原始内容存档于2018-10-18）.
213. ↑  Kennedy, Mark. . The Washington Post. 2018-10-04  [2018-10-15]. （原始内容存档于2018-10-05）.
214. ↑  Beaumont-Thomas, Ben. . The Guardian. 2018-10-05  [2018-10-15]. （原始内容存档于2018-10-14）.
215. ↑  . The Hollywood Reporter. 2019-02-10  [2019-02-10]. （原始内容存档于2019-02-11）.
216. ↑  Caulfield, Keith. . Billboard. 2018-10-14  [2018-10-15]. （原始内容存档于2018-10-14）.
217. ↑  Australia: . Australian Recording Industry Association. 2018-10-27  [2018-10-27]. （原始内容存档于2018-10-27）.
Canada: . Billboard.   [2018-11-05]. （原始内容存档于2018-10-15）.
Ireland: White, Jack. . Official Charts Company. 2018-10-12  [2018-10-12]. （原始内容存档于2019-02-18）.
New Zealand: . Hung Medien.   [2018-11-05]. （原始内容存档于2018-11-06）.
UK: Myers, Justin. . Official Charts Company. 2018-10-12  [2018-10-12]. （原始内容存档于2019-01-06）.
218. ↑  Respers France, Lisa. . CNN. 2018-10-16  [2018-10-16]. （原始内容存档于2018-10-16）.
219. ↑  Henderson, Cydney. . USA Today. 2019-02-19  [2019-02-19]. （原始内容存档于2019-10-18）.
220. ↑  Gotrich, Lars. . NPR. 2018-09-27  [2018-10-09]. （原始内容存档于2018-10-10）.
221. ↑  Australia: . Australian Recording Industry Association. 2018-10-27  [2018-10-27]. （原始内容存档于2018-10-27）.
Austria: . austriancharts.at. Hung Medien.   [2018-10-31]. （原始内容存档于2018-10-13） （德语）.
Ireland: White, Jack. . Official Charts Company. 2018-10-12  [2018-10-13]. （原始内容存档于2018-10-14）.
New Zealand: . Recorded Music NZ. 2018-11-05  [2018-11-02]. （原始内容存档于2018-11-03）.
Sweden: . Hung Medien.   [2018-11-05]. （原始内容存档于2018-10-08）.
Switzerland: . Hung Medien.   [2018-10-16]. （原始内容存档于2018-10-16）.
UK: Myers, Justin. . Official Charts Company. 2018-10-26  [2018-10-26]. （原始内容存档于2018-10-26）.
US: Trust, Gary. . Billboard. 2018-10-15  [2018-10-15]. （原始内容存档于2018-10-16）.
222. ↑  . The Hollywood Reporter. 2019-02-10  [2019-02-10]. （原始内容存档于2019-02-12）.
223. ↑  Chou, Inna. . ELLE. 2019-02-11  [2019-02-27]. （原始内容存档于2020-11-20） （中文（臺灣））.
224. ↑  . Classic FM.   [2019-02-11]. （原始内容存档于2020-11-20） （英语）.
225. ↑  . 明報OL網.   [2019-02-27]. （原始内容存档于2020-11-20） （中文（繁體））.
226. ↑  . Eyewitness News.   [2019-03-01]. （原始内容存档于2020-10-01） （英语）.
227. ↑  . MensXP. 2019-02-25  [2019-03-01]. （原始内容存档于2020-12-27）.
228. ↑  Nolfi, Joel. . Entertainment Weekly. 2018-08-07  [2018-08-07]. （原始内容存档于2018-08-08）.
229. ↑  Hale, Andreas. . Billboard. 2018-12-29  [2019-01-23]. （原始内容存档于2019-01-12）.
230. ↑  Wood, Mikael. . Los Angeles Times. 2019-01-21  [2019-01-23]. （原始内容存档于2019-01-22）.
231. ↑  Thompson, Courtney. . CNN. 2019-11-23  [2019-12-06]. （原始内容存档于2020-11-26） （英语）.
232. ↑  Peters, Mitchell. . Billboard. 2020-04-18  [2020-04-19]. （原始内容存档于2020-05-22）.
233. ↑  . Consequence of Sounds.   [2020-03-25]. （原始内容存档于2020-11-30）.
234. ↑  Rettig, James. . Stereogum. Valence Media. 2020-05-06  [2020-05-07]. （原始内容存档于2020-05-06）.
235. ↑  Rowley, Glenn. . Billboard. 2020-02-25  [2020-02-25]. （原始内容存档于2020-11-20）. 参数|magazine=与模板{{cite news}}不匹配（建议改用{{cite magazine}}或|newspaper=） (帮助)
236. ↑  Aniftos, Rania. . Billboard. 2020-05-15  [2020-05-16]. （原始内容存档于2020-05-15）.
237. ↑  Trust, Gary. . Billboard. 2020-06-01  [2020-06-01]. （原始内容存档于2020-06-03）.
238. ↑  東方日報. .   [2020-07-30]. （原始内容存档于2020-11-20）.
239. ↑  . 香港01. 2021-03-15  [2021-03-15]. （原始内容存档于2021-07-12）.
240. ↑  House, The White. . The White House. 2023-04-13  [2023-04-14]. （原始内容存档于2023-04-13） （美国英语）.
241. ↑  . Los Angeles Times. 2024-02-21  [2024-02-25]. （原始内容存档于2024-02-24）.
242. 1 2  . Elle UK. January 28, 2025.
243. ↑  Paul, Larisha. . Rolling Stone. 2024-07-26  [2024-07-26]. （原始内容存档于2024-07-26）.
244. ↑  Wilkes, Emma. . NME. 2024-08-15  [2024-08-15]. （原始内容存档于2024-08-15）.
245. ↑  Trust, Gary. . Billboard.
246. ↑  Trust, Gary. . Billboard. January 6, 2025.
247. ↑  . Billboard. February 3, 2025.
248. ↑  Sharf, Zack. . Variety. 2022-08-04  [2022-08-04]. （原始内容存档于2022-08-04）.
249. ↑  Tartaglione, Nancy; Aboul Kheir, Nada. . September 4, 2024.
250. ↑  Petski, Denise. .
251. ↑  Martoccio, Angie. . Rolling Stone. 2024-09-24  [2024-11-14]. （原始内容存档于2024-09-24）.
252. ↑  Lady Gaga.  (CD booklet). Interscope Records. 2024.
253. ↑  Smyth, Tom. . Vulture. 2024-05-25  [2024-05-26]. （原始内容存档于2024-05-26）.
254. ↑  Fell, Nicole. .
255. ↑  Caulfield, Keith. . March 16, 2025.
256. ↑  Sanchez, Chelsey. .
257. ↑  Horowitz, Steven J. . Variety. 2024-10-21.
258. ↑  . Offizielle Deutsche Charts.
259. ↑  Porter, Rick. . The Hollywood Reporter. 2024-11-13  [2024-11-14]. （原始内容存档于2025-01-26）.
260. ↑  Germanotta, Stefani. . Harper's Bazaar. 2011-08-05  [2015-11-23]. （原始内容存档于2015-11-24）.
261. ↑  . CNN. 2010-06-23  [2018-12-06]. （原始内容存档于2012-12-16）.
262. ↑  Vena, Jocelyn. . MTV. 2011-05-20  [2017-11-24]. （原始内容存档于2017-12-01）.
263. ↑  Rap, Up. . Rap-Up. 2012-03-19  [2012-03-19]. （原始内容存档于2012-03-22）.
264. ↑  Petridis, Alexis. . The Guardian. 2010-09-09  [2011-11-27]. （原始内容存档于2014-02-13）.
Still, Jennifer. . Digital Spy. 2011-05-20  [2011-11-27]. （原始内容存档于2016-02-04）.
Thomson, Graeme. . The Guardian. 2009-09-06  [2010-05-06]. （原始内容存档于2013-09-22）.
265. ↑  . Access Hollywood. 2009-10-14  [2011-11-27]. （原始内容存档于2016-01-26）.
266. ↑  Dingwall, John. . Daily Record. 2009-11-27: 48–49  [2017-08-08]. （原始内容存档于2012-05-25）.
267. ↑  Pearsons, Katie. . NME. 2011-05-27  [2017-06-22]. （原始内容存档于2017-07-14）.
268. ↑  . MTV News. 2010-02-05  [2017-06-22]. （原始内容存档于2016-08-10）.
269. ↑  Montgomery, James. . MTV News. 2011-05-27  [2017-08-16]. （原始内容存档于2017-07-01）.
270. ↑  Warrington, Ruby. . The Sunday Times. 2009-02-22  [2009-02-22]. （原始内容存档于2011-05-17）.
271. ↑  Van Meter, Jonathan. . Vogue. 2011-02-10  [2011-11-26]. （原始内容存档于2014-09-26）.
272. 1 2  Dresdale, Andrea. . ABC News Radio. 2011-09-26  [2017-11-07]. （原始内容存档于2013-10-17）.
273. ↑  Hattie, Collins. . The Sunday Times. 2008-12-14  [2009-08-26]. （原始内容存档于2011-05-17）.
274. ↑  Ginsberg, Merle. . The Hollywood Reporter. 2014-03-20  [2014-06-24]. （原始内容存档于2014-07-20）.
275. ↑  . CNN. 2010-06-01  [2014-03-07]. （原始内容存档于2013-10-17）.
276. ↑  . 時代雜誌.   [2015-07-11]. （原始内容存档于2015-06-27）.
277. ↑  Bushan, Nyay. . The Hollywood Reporter. 2011-10-28  [2017-10-29]. （原始内容存档于2017-10-29）.
278. ↑  . TVBS新聞網. 2011-07-03  [2022-04-03]. （原始内容存档于2022-04-03） （中文（臺灣））.
279. ↑  . 香港01. 2019-12-04  [2022-05-14]. （原始内容存档于2022-04-03） （中文（香港））.
280. ↑  安静. . 德国之声. 2016-06-27  [2021-04-09]. （原始内容存档于2018-09-23）.
281. ↑  . BBC News 中文. 2016-06-28  [2021-04-09]. （原始内容存档于2022-04-03）.
282. ↑  . www.globaltimes.cn.   [2025-03-01].
283. ↑  . Lady Gaga被轟挺港獨、台獨！中國粉玻璃心碎嗆退粉「國家面前無偶像」｜熱門話題. 2019-12-05  [2025-03-01] （中文（繁體））.

### 書籍
- . Guinness World Records. 2014  [2021-03-10]. ISBN 978-1-908843-70-8. （原始内容存档于2021-05-13）.
- Allison, Scott T.; Goethals, George R. . Routledge. 2013  [2021-03-10]. ISBN 978-1-136-23273-2. （原始内容存档于2021-07-27）.
- Dicker, Chris. . Digital Publishing Group. 2017. ISBN 978-1-370-41794-0.
- Gray II, Richard J. . McFarland & Company. 2012  [2021-03-10]. ISBN 978-0-7864-9252-7. （原始内容存档于2021-05-11）.
- Johnson, Paula. . ABC-CLIO. 2012. ISBN 978-1-440-80109-9.
- Marsico, Katie. . ABDO Publishing Company. 2012. ISBN 978-1-61478-600-9.
- Morgan, Johnny. . Sterling Publishing. 2010. ISBN 978-1-4027-8059-2.
- Parvis, Sarah. . Andrews McMeel Publishing. 2010. ISBN 978-0-7407-9795-8.
- Tracy, Kathleen A. . ABC-CLIO. 2013. ISBN 978-0-313-37737-2.

## 外部連結
- 官方网站
- 《大英百科全书》中的条目：Lady Gaga（英文）
- Lady Gaga在互联网电影资料库（IMDb）上的資料（英文）
- Lady Gaga在爛番茄上的頁面（英文）